# BLACK BLOOD BROTHERS
『BLACK BLOOD BROTHERS』（ブラック・ブラッド・ブラザーズ）は、あざの耕平による日本のライトノベル。イラストはイラストレーターの草河遊也が担当した。富士見ファンタジア文庫（富士見書房）より2004年7月から2009年5月まで刊行された。また、それと並行する形で『月刊ドラゴンマガジン』（現『ドラゴンマガジン』）にて、2004年5月号から2008年9月号にかけて不定期で短編が連載された。略称は「BBB」。
2006年にテレビアニメ化され、2007年には公式のアンソロジーコミックが出版されるなどのメディアミックス展開がされている。

## 作品の内容

### 吸血鬼の概念
本作に登場する吸血鬼は「血統によって異なる特性や宿命を持ち、それ故に血や血統を何よりも重んじる」と言う本作独特の概念を持ち、個人個人の個性や精神を尊重する人間とは対照的な種族として描かれている。日光を浴びると灰になる、などの一般的な吸血鬼のイメージは、本作の物語の中では「吸血鬼の実在が発覚する以前に形成された誤ったイメージ」として扱われている。例として、人間が吸血鬼になるのは「吸血鬼に血を吸われた時」ではなく「吸血鬼の血を飲んだ時」となっており（吸血鬼の力の源である血を体の中に取り込むことでその力を得る、と言う理屈である）、こうした独自の設定から、血統の特性として「血を吸った相手を吸血鬼に変える=生きている限り際限なく吸血鬼を増やす」「ほかの血統の吸血鬼も自分と同じ血統に染める」と言う能力を持つ「九龍の血統」（クーロン・チャイルド）と呼ばれる吸血鬼の血統が、異端の存在としてストーリー上の敵役となっている。

### 舞台背景
本作のストーリーは「九龍（クーロン）ショック」と言う、西暦1997年に香港で起きたとされる架空の事件を前提として描かれている。その内容は「香港で誕生した九龍の血統が、その力によって短期間で爆発的に増殖して人間を襲うようになり、それまで人間にとって架空の存在とされてきた吸血鬼の実在が明らかになった」と言うもので、後に香港聖戦と呼ばれる人間と（九龍の血統の）吸血鬼の戦争に発展した。この戦争は人間側の勝利に終わったが、香港は修復不可能な廃墟と化し、香港を拠点としていた当時の国際経済は大打撃を被った。こうした戦争の経緯と結末、一般的に浸透しているモンスターとしての吸血鬼のイメージから、本編のストーリーが開始される2007年の時代には世界中で吸血鬼を排斥する気風が高まっている。
一方、香港聖戦は非公式ながら「人間と吸血鬼が史上初めて、組織的に協力して戦った戦争」でもあり、人間と共に九龍の血統の吸血鬼と戦った吸血鬼も少なからず存在した。そうした人間と吸血鬼が、横浜沖の人工島に住む人間達と協力して成長させてきたのが、物語の主な舞台となる架空の都市・経済特別解放区、通称「特区」である。こうした経緯から、特区は表向きには香港に変わる国際的な経済都市として、その裏では密かに吸血鬼と人間が共存する吸血鬼の大都市として存在している。また、特区には香港聖戦で死亡した九龍の血統の始祖、通称「九龍王」の遺灰が秘匿されており、九龍王の復活を目論む九龍の血統の生き残りに狙われている。

### 主要登場人物
主人公は望月ジロー、望月コタロウの、「賢者イヴ」と呼ばれる血統に属する吸血鬼の兄弟と、特区で吸血鬼と人間の間のトラブルを調停する調停員（コンプロマイザー）の少女・葛城ミミコの3人。コタロウは賢者イヴの血統の始祖アリス・イヴが転生した姿で、アリスは九龍ショックの折、ジローに自らの血と記憶を預けて死亡した。ジローはやがてアリスから預かった血と記憶をコタロウに返して消滅する宿命を背負っており、自身が消えた後にコタロウを支えてくれる人間の友人を作るために特区を訪れる。その道中で2人はミミコと出会い、彼女の護衛として特区に住む事になる。
敵役となるのは九龍の血統の女吸血鬼カサンドラ・ジル・ウォーロック（通称カーサ）を筆頭とする、9人の九龍の血統の姉弟。カーサは血を重んじる吸血鬼社会の中では忌むべき存在である混血児という出自の持ち主で、九龍ショックの折には最も早く九龍の血統に染まった裏切り者とされている。その一方で、九龍の血統に染まる以前はジローやアリスと共に世界中を旅した仲であり、敵対関係になった後もジローとは互いに単なる敵意とは異なる複雑な感情を抱いている。
この他、特区に住む吸血鬼達の同盟組織「協定血族」の盟主であるケイン・ウォーロックと大吸血鬼セイ、特区ではセイに次ぐ強力な力を持つアウトロー的な吸血鬼ゼルマン・クロック、ゼルマンに心酔する人間の女性・白峰サユカ、調停員を纏め上げ事実上特区を牛耳る秘密結社「オーダー・コフィン・カンパニー」（通称カンパニー）の会長・尾根崎ミタカ、ジローの旧友でありミミコの上司である調停員・陣内ショウゴらを中心にストーリーは展開していく。

### ストーリー
本編のストーリーは、吸血鬼と人間の共存の象徴である都市「特区」を巡る戦いを軸に進行する。九龍王復活を狙う九龍の血統の魔手が特区に迫る中で、ジローとコタロウの兄弟の絆、やがて消滅する宿命を受け入れながら互いに惹かれ合うジローとミミコの絆、カンパニーと協定血族の絆や確執、世界中から忌み嫌われ敵視される九龍の血統の家族としての絆などを通じて、吸血鬼と人間、あるいは吸血鬼同士の絆や吸血鬼の存在意義などについて描いている。一方、短編では調停員として働くミミコの日常を中心に特区の日常を描いており、概ねシリアスな雰囲気で進行する本編とは対照的なコメディタッチのエピソードもある。短編集で書き下ろされた番外編「BLACK BLOOD CHRONICLE」シリーズでは、九龍の血統に染まる以前のカーサがジローやアリスと共に世界中を旅していた頃のエピソードが描かれており、これらは特区だけでなくシンガポールやフランスなどの外国も舞台となる本編後半の伏線にもなっている。
本編はストーリーの区切りごとに大きく3部構成に分けられており、1巻から3巻までが第1部、過去のエピソードである4巻を飛ばし、5巻から7巻までが第2部、8巻から11巻までが第3部となっている。ストーリー上では第1部と第2部の間には1年、5巻と6間の間には半年の時間的空白があり、短編のエピソードではこの間に起きた出来事が描かれている。

## 本作における吸血鬼
本作において吸血鬼は、人間と同じほどに古い歴史を持つ「実在の生物」である。彼らは自らの存在を人間達から隠匿し、人間社会の裏で吸血鬼社会と呼んで差し支えの無いコミュニティーを築き上げ生きている。また、たびたび人間社会の支配階層に干渉し、人間社会と吸血鬼社会の均衡を保つべく働きかけている。九龍ショック以降も、多少の変動はあったものの、自らの存在を人間から隠すと言う基本的なスタンスは変わっていない。一方、人間にとって長らく架空の存在とされてきたことで、世界各地には架空の存在としての吸血鬼の伝承が数多く存在する。伝承の中の吸血鬼像には吸血鬼の実態と異なる点が多々あるが、九龍ショック以後も吸血鬼の実態に関する情報開示がほとんど行われておらず、一般人にとっての吸血鬼像は伝承の中のそれである。
全ての吸血鬼はもとは人間であり、血を吸うための牙を持つ以外、外見は人間とほとんど変わらない。しかし、身体能力は人間を遥かに凌駕し、数々の魔術的な特殊能力や、不可思議な性質、弱点を持つ。また、どれほどの年月を経ても肉体は発育も老衰もしない。肉体が成長しないことで精神も成熟せず、どれほど長生きした吸血鬼も外見に相応の精神年齢を持つ。人間同様に高度な知能と理性を有するが、その一方で野生の獣のような獣性も併せ持ち、自らの食料、または下等生物として種族としての人間を見下す傾向がある。一方、長い歳月を生きる、精神が成長しないなどの特性から変化を嫌う保守的な性格の者が多く、その不死性ゆえに生きることへの執着がなくなり破滅願望を抱く者も少なくない。不老ではあるが不死ではなく、死んだ吸血鬼は肉体が灰になる。
後述のシンガポール協定により、吸血鬼は「ブラック・ブラッド」と呼称を統一され、それに対する場合の人間を「レッド・ブラッド」と呼ぶように定められている。この呼称は、元来は吸血鬼の血を指す言葉であるが、吸血鬼の血が黒色をしているわけでは無い（人間と同じく赤い）。

### 特性
吸血鬼の血には魔力が宿っており、吸血鬼が持つ様々な能力や特性は全て血に宿る魔力に起因するものである。また、吸血鬼はその「血統」によって血の性質が異なるため、吸血鬼全般に共通する特性もあれば、血統によって微妙に、あるいは全く異なる特性を持っている場合もある。吸血鬼にとって自らの血は、自身の吸血鬼としての特性を司る神聖なもので、社会的立場や精神性よりも血や血統を重視する傾向がある。また、血統を同じくする吸血鬼は自身の家族であり分身であると考える。こうした考え、傾向は歳を重ねた吸血鬼ほど強くなる。
また、吸血鬼の力は、吸血鬼に「転化」してからの年月に比例して強大になる性質があり、血や血統と同じく生きた歳月の長さにも重きを置く。特に転化後100年以上経過した吸血鬼は「古血（オールド・ブラッド）」と呼ばれ、他の吸血鬼とは一線を画す強力な存在として認識される。一方、転化してからの年月が浅い者、特に転化1年以内の者は「転びたて（アンダー・イヤー）」と呼ばれ若輩者扱いされる。この時期の吸血鬼は手に入れたばかりの人間離れした力に酔って思慮が浅くなる者が多く、特区内でのトラブルはアンダー・イヤーのものが多い。

#### 転化
人間が吸血鬼になる現象を「転化」と呼ぶ。一般的に知られる「吸血鬼に血を吸われた者が吸血鬼になる」というのは（一部の例外を除き）誤りで、吸血鬼の血が体内に入る、すなわち「吸血鬼の血を吸う」ことで人間は吸血鬼に転化する。吸血鬼の血が体内に入り込むと、その人間の血が吸血鬼の血に染まり、体内に入った血の持ち主と同じ血統の吸血鬼となる。吸血鬼に転化するとその時点で肉体の成長が止まり、以後は転化して時点での年齢で生き続けることになる。従って、吸血鬼には老人もいれば幼児もいる。

#### 吸血
吸血鬼にとって人間の血を吸うことは生命維持の必須条件であり、そのために人間の血を求める。多少の間吸血を行わずとも命に係わるようなことは無いが、血を吸わないでいると吸血鬼としてのあらゆる力が徐々に衰えていく。血を吸うと力が活性化して血を吸う前よりも明らかに強力な力を発揮でき、疲労や負傷も回復する。人間の血は吸血鬼にとって美味なもので、特に処女の血は極上の味らしい。吸血鬼同士で血を吸い合っても力は活性化するが、普通、吸血鬼は本能として人間の血を求め、吸血鬼が吸血鬼の血を吸うことは滅多に無い。
一方、人間は吸血鬼に血を吸われることで性交を上回る強い性的快楽を感じるが、それを除けば特に悪影響は無い。血を吸われ過ぎれば貧血を起こしたり失血死したりすることもあるが、余程血に飢えていなければ人間が死ぬまで血を吸うような吸血鬼はほとんどいない。このため、対象の人間に危害を加えない限り、特区内では吸血行動が黙認されている。
共鳴現象
吸血鬼に血を吸われた者が、一時的に吸血鬼側の感覚を共有する現象。吸血鬼の体内に取り込まれた血が、血を吸われた者の体内に残る血と共鳴して起こる現象であり、その原理上、血を吸った側が吸われた側の感覚を受けることはない。
供血中毒（ディナーホリック）
吸血される時の強烈な性的快楽への依存症。吸血鬼に血を吸われることを自ら望むようになり、重症になると失血死するまで血を供給しつづける。特区では大きな社会問題となっており、カンパニーも対策に乗り出している。また、この症状への予防策として、カンパニー職員は吸血鬼に血を吸わせることを禁止されている。

#### 弱点
太陽、十字架、ニンニクなど、吸血鬼の弱点とされているものを総称して「抗吸血鬼材（アンチ・ブラック・ブラッド・マテリアル、ABBM）」と呼ぶ。実際には吸血鬼の弱点は血統により異なるため、それら全てがあらゆる吸血鬼の弱点となりうるわけでは無く、どの抗吸血鬼材にどの程度弱いかも血統により異なるが、いずれの血統もほぼ必ず何らかの抗吸血鬼材を弱点とし、吸血鬼としての弱点を全く持たない血統はほとんど存在しない。その抗吸血鬼材にどの程度弱いかにもよるが、自身が弱点とする抗吸血鬼材に触れた吸血鬼は体が焼けて白煙を上げる、体が痺れて昏倒するなどの反応を見せる。
吸血鬼の力の源である血の魔力を滅却する銀と、魔力が宿る血を物理的に灰に変える火は、全ての吸血鬼に対して致命的な弱点となりうる。特に銀は服の上から触れただけでも焼け爛れたような傷を負い、激痛を伴う。また、太陽光や流水は程度の差はあれど多くの血統が苦手とし、ほとんどの吸血鬼は日中の外出を嫌い、水上や水中では魔術の効力が落ちる。一方、十字架や聖書と言った信仰心に訴えかけるような抗吸血鬼材を苦手とする血統はほとんど存在しない。

#### 魔術
吸血鬼は様々な魔術的な力を使うが、前述通り、血の魔力に依存する力であるため、血統によって使える術と使えない術、得手不得手などがある。吸血鬼の血統の中にはその特性として魔術に長じた血統が存在し、そういった血統に属する吸血鬼は得てして多彩な魔術や応用技術を扱うことができる。
数ある魔術の中で最もポピュラーなのは、視線を介して相手の精神や記憶に干渉する「視経侵攻（アイ・レイド）」と、いわゆる念力である「力場思念（ハイド・ハンド）」の2つ。この2つはあらゆる魔術の根幹とされる技術で、ある程度年月を重ねた吸血鬼であれば大抵の者が使用でき、血統や個々人の技能によって様々な応用技術が存在する。このほか、「思念交感（トーク・パス）」（念話とも）と呼ばれるいわゆるテレパシーも多くの吸血鬼が使用できるポピュラーな術。
一方、吸血鬼が持つ特殊能力として広く知られる変身能力は、実際には高等魔術に分類され一部の血統の吸血鬼しか使えない。獣に変身する術を「獣化（ファング・アップ）」、他人に変身する術を「化身（メタモーフィシス）」、霧に変身する術を「霧化（フォグ・ラン）」と呼び、特に霧化は「吸血鬼の特殊能力として広く知られる力」のなかでは最も高等な魔術とされる。一部の血統にしか使えない術としては、変身能力の他に「視経発火（アイ・イグナイト）」と呼ばれるパイロキネシスが有名。視線の先に炎を生み出す術で、吸血鬼の弱点である火を操る術であるため使える血統が特に限られる。
これ以外にも、各々の血統が独自に編み出した魔術は多数存在する。また、単純に血の魔力を用いた魔術に限らず、月光や大地の魔力を利用した術や、それらの魔力を元に生み出された「魔具」を用いて行われる魔術なども存在し、魔術のバリエーションは非常に多岐に渡る。主要な術はシンガポール協定により名称が制定されているが、全ての魔術は網羅し切れていない。

#### その他の特性
眩霧（リーク・ブラッド）
強力な吸血鬼が本気で力を振るう際、その体から自然と漏れ出す幻の霧。振るわれる力が強力であれば、それだけ濃密な眩霧が発生する。特に数百年から数千年を生きた強力な吸血鬼の眩霧は物理的な力すら備え、若年の吸血鬼であれば触れただけで灰になってしまう。
招かれなければ入れない
「住人に招かれなければ家屋に侵入できない」というのは吸血鬼の性質として広く知られるものの1つだが、これも全ての吸血鬼に当て嵌まる性質ではなく、むしろこの性質を持つ血統は少数である。また、招かれなければ「絶対に」入れないというわけでもない。現在は九龍の血統が持つ性質の1つとして広く知られており、特区に張られた結界はこの性質を利用したもの。また、「混血」の血統の吸血鬼も、この特質を持つ事になる。

### 血統
吸血鬼の血統とは、人間や他の生物の様な親子間の血の繋がりではなく、転化の繋がりを指す。吸血鬼は自身を転化させた吸血鬼と同じ血統に属し、自身を転化させた吸血鬼は「闇の父（マスター）」、または「闇の母（ナイト・マム）」と呼ばれる親に等しい存在である。転化の際に親となった吸血鬼の特性や弱点が遺伝するため、同じ血統に属する吸血鬼は基本的に同じ特性、弱点を有する。全ての血統にはその血統の大元となった「始祖」が存在し、各々の血統は普通、その血統の始祖の名で呼ばれる。吸血鬼の血統は始祖の数だけ存在するが、大陸系血統、欧州系血統、それ以外の血統の3種類に大別して識別されることが多く、それぞれ「蛇」「犬」「闇」と通称される。
同じ血統に属する吸血鬼の集まりを「血族」と呼び、吸血鬼の多くは血族単位で生活する。多くの吸血鬼たちは自らの血族の掟に従って生活し、他の血族と干渉しあうことを嫌う閉鎖的な生活習慣が根付いている。吸血鬼は血を与えるだけでいくらでも血族を増やせるが、吸血鬼はみな血を神聖視し、自身の血統に絶大な誇りを持っているため、みだりに血族を増やすような真似はしない。多くの場合は転化した時にその血統の血族に加わるが、血族に属さない者もいる。また、行きずりで転化してしまい、自身がどの血統か分からない者も存在し、そうした吸血鬼は「断絶血統（ブラッド・オーファン）」と呼ばれ血を重んずる血族社会では侮蔑の対象となる。

#### 始祖
ひとつの血統の大元となった吸血鬼を「始祖（ソース・ブラッド）」と呼ぶ。他の吸血鬼を凌ぐ強力な力を有し、転化の世代が始祖に近い吸血鬼はそうでない吸血鬼よりも強い力を持つ。特に始祖から直接血を与えられた者は「直系」、直系から血を与えられた者は「三世」と呼ばれ、血統の中でも特に強力な力を持つ。また、始祖は吸血鬼にとって（たとえ異なる血統の始祖でも）神に等しい存在であり、生きた年月や力の強弱とは違った意味で次元の違う存在。始祖の中には死んだ後、自身の遺灰から転生する者がいるが、これは始祖のみの特性であり、転化によって遺伝はしない。
始祖は誰かに転化させられるのではなく、ある日突然、人間から始祖へと転化する。本編中、始祖とは、ある人間が抱える「問い」や「願い」が世界の「脈動」と合致した瞬間、本人の意思に関わらず吸血鬼として変化したものであると語られる。始祖が持つ能力や特性、宿命などは始祖の「問い」や「願い」が具現化したものであり、これらの「問い」や「願い」が各々で異なるため、生まれた始祖は1人として同じ性質を持つ者にはならない。ゆえに、始祖から派生した全ての吸血鬼は、血統により異なる特性を持つ。

#### 生殖
吸血鬼の血統といえば転化の繋がりを指し、吸血鬼は転化により同族を増やすが、通常の生殖も不可能ではなく、稀に人間との間に子供を作ることがある。吸血鬼と人間の混血は「ダンピール」と呼ばれ、吸血鬼にはおよばないものの高い身体能力と魔力を持つが、人間と同じように歳を取り、片目だけが吸血鬼の様な縦長の瞳孔をしている。人間からは吸血鬼同様に恐れられ、血を重んじる吸血鬼からは混血として忌み嫌われる境遇にある。
個体として不老である吸血鬼は生殖の必要がなく、ゆえに生殖に向かない。特に母体が吸血鬼である場合、母子共に健康な状態で出産を終えることは稀である。このため、吸血鬼と人間のカップルは然程珍しく無いが、ダンピールの数は極めて少ない。また、吸血鬼と人間のカップルの場合、子供ができる前に吸血鬼が人間を転化させてしまうことが多いのもダンピールが少ない要因の1つではある。なお、吸血鬼同士の間で、通常の生殖によって子供が作られることは全くといっていいほどない。

#### 血統一覧
作中に登場する吸血鬼の血統。
賢者イヴ
「賢者イヴ」ことアリス・イヴを始祖とする血統。「血を吸った者の性質を身につける」特性を持ち、他の血統の吸血鬼の血を吸うと、その力と性質を身につけることができる（無論、弱点も身につけることになる）。アリス・イヴに血を吸われ、その一部となることはあらゆる吸血鬼にとっての最高の栄誉である。アリス・イヴは夜の世界の者達の畏怖と畏敬を集めているが、一方で「全ての血族と関わりを持ちながら絶対の中立を保つ」という宿命を持ち、常に血族間の様々な思惑にさらされ続けている。
始祖アリス・イヴは自身の血族を1人しか持たず、血族として選ばれた者は「護衛者」と呼ばれる。アリス・イヴは死ぬとその遺灰の中から新たな個体として転生するが、1度死ぬとそれまで身につけてきた他の血統の能力や数千年生きてきた記憶を全て失ってしまう。そのため、賢者が死に瀕した際、護衛者は賢者の血を吸うことで賢者の「力と記憶」を一時的に預かり、転生して無力になった賢者が目覚めの時を迎えるまで護衛する役割を担う。そして、賢者が目覚めの時を迎えた時、自らの血と共に賢者から預かった力と記憶を賢者に返し、賢者の一部となる。そうして繰り返されてきた賢者の血統は、数々の伝説ともに「最も古くから月の下にあった」とされ、「死を超越した血統」と呼ばれる。
九龍の血統
「導主アダム」ことアダム・王を始祖とする、1997年に九龍で生まれた最も新しい血統。誕生した時から「混血」という宿命を持つために「血を吸った（取り込んだ）相手を転化させる」特性を持ち、九龍の血統に血を吸われた者は、九龍の血統の血を飲んだ時と同様、吸血鬼へと転化する。また、その転化の力は人間だけに留まらず、他の血統の吸血鬼であっても九龍の血統の吸血鬼へと転化する。その強力な転化の力は、九龍の血統が1人生き延びていれば、10年後には世界人口の半数が九龍の血統に染まると言われるほど。
九龍の血統の血は強力であり、九龍の血統は転化直後でも強い戦闘能力を発揮する。また、他の血統が九龍の血統に転化した場合、九龍の血統に転化する前よりも強力な力を発揮する。このほか、満月の下で能力が最大限に発揮される、吸血した相手を支配下に置くなどの力や特性を持つ。また、「変革」を望むゆえに「乱を好む」という宿命をもつ。
他者を強制的に転化させる力を持つため、人間は勿論、他の血統の吸血鬼からも忌み嫌われており、「人間と吸血鬼の共存」が基本理念であるカンパニーも九龍の血統に対しては殲滅を前提として動く。この血統の暴走が、吸血鬼と人間を巻き込んだ争乱である「九龍ショック」を引き起こした。
魔女モーガン
欧州でも随一の魔術に長けた血統。一族は「ウォーロック」の姓を名乗ることから、血族を指して「ウォーロック家」とも呼ばれる。現在は「三姉妹」と呼ばれる3人の直系が支配している。血族として過剰なプライドを持つものが多く、ケインは自身の血族にあまり好感を持っていない。香港聖戦には最後まで不参戦を貫く一方で聖戦終結後の混乱に乗じ、ケインに命じて資本を動かし莫大な富を蓄えた。古くから人間社会、特にイギリス政府と密な繋がりを持ち、欧州各地に血族を潜りこませて人間社会の動向を見つめていた。また集めた情報を政府と取引し、欧州におけるウォーロック家の立場を磐石のものにしていった。
長い歴史を持つ血族ではあるものの、現在の地位を築くまでに「術聖マーリン」の血統を追い落とし、また人間社会と接触するというタブーを犯してきたことから欧州系吸血鬼の間では手段を選ばない成り上がり者と見られ、煙たがられている。
真祖混沌
史上最も偉大な吸血鬼といわれる「真祖混沌」を始祖とする血統。大陸中に血族が存在し、血族としては世界最大の勢力を誇る。大地の力「龍脈」を尊び、自然の力を血に取り込むことで欧州系血統の中では二分されている「血に依存する魔術」と「自然の力に依存する魔術」を1つのものとして操る。特に始祖に近い世代の者は「奇門遁甲」と呼ばれる時空に干渉する力を操る。直系は死を迎える度に他の直系の肉体に転生する（後述）。この血統に代々仕える人間の一族が存在する。
真祖混沌の血統には常に「東の龍王」「北の黒姫」「西の虎仙」「南の朱姫」の4人と、既に肉体の滅した混沌の器の役割を担う8人の計12人の直系が存在し、4人の直系の誰かが死んだ場合、混沌の器である8人の内の1人を器として転生する。4人の直系の転生によって混沌の器が1人減ると、彼らの血統に仕える人間の一族から選ばれた1人が、混沌の奇門遁甲によって混沌の肉体が存在していた数千年前の過去にタイムスリップし、「真祖混沌」の血統の直系へと転化し、4人の直系の転生のための器となった者に代わる混沌の器になる。この術法のため、4人の直系が何度転生を繰り返しても直系の数が減ることはなく、4人の直系が転生する肉体は常に「数千年の時を生きた直系」である。
4人の直系には格があり、一度も転生していない西の虎仙の格が最も高く、数度の転生を繰り返している東の龍王は最も格が低い。
闘将アスラ
戦闘そのものを宿命付けられた世界でも稀有な血統。転化直後から強力な力を発揮し、同族内での戦いも忌避としない。「視経発火」を操る血統の中では特に強力な力を持ち、最強の視経発火「螺炎」は火神アグニの火矢と称される程の威力を持つ。その宿命ゆえに血族が極めて少なく、生き残っている血族は特区に住む三世ゼルマンのみ。
術聖マーリン
ヨーロッパでも有数の魔術に長けた血統。始祖マーリンは現在吸血鬼の間で広く使われている様々な魔術を最初に体系化したとされる偉大な魔術師。長い間欧州系血統の筆頭にあったが、時代の流れに適応できず18世紀の産業革命を機に衰退し、逆に台頭してきた「魔女モーガン」の血統とイギリスでの覇権を争った。1888年に血族内の者が「切り裂きジャック」として表舞台に姿を表す不祥事をきっかけに他の血統からの信頼を失い更なる衰退を見せ、1895年のロンドンで最後の血族が滅び血統が途絶えてしまう。
義士ピクロテテス
九龍ショック後の苛烈な吸血鬼狩りによって弱体化した血統。特区に来た際ミミコが調停を担当した。深く義を重んじる血統だが、それが原因で特区の存亡を揺るがす大事件を起こしてしまう。その際の経緯でミミコに深い信頼を置き、ミミコがカンパニーを解雇された後も一族の長・キケロはミミコに積極的に協力してきている。
豪王フォワード
「豪王フォワード」ことギルバート・フォワードを始祖とする、第二次世界大戦後に誕生した血統。他の血統が根を下ろしていないアメリカで独占的に勢力を広げた血統であり、人間社会に積極的に関わってきている。なお、始祖が誕生してから100年経過していないため、豪王の血統に属する古血は存在しない。
特区崩壊に際して「赤い牙」に大損害を受ける。その後、葛城ミミコを代表に戴いた新生カンパニーと、互いの利害を図りつつ反「九龍の血統」の協調路線を取りつつある。
壮剣ローラン
「正義」を尊ぶ剣士の血統。一人前と認められた後は大半の者が放浪の旅へと出るため、血族の元には年長者はほとんどいない。「聖騎士」として知られるペンテウス・ハーゲンダルフおよび、現在豪王フォワードの客分として「赤い牙」を率いるジャネット・ハーゲンダルフはこの血統出身である。「正義」を尊ぶゆえに思い込みが激しく、直情径行かつ猪突猛進な性質になる血族がほとんどで、ペンテウスやジャネットもその例に漏れない。
狼王ガルー
フランスの有力な地位を築いた血統。欧州では珍しく親人間派に属する。20世紀前半までは人間との係わりを持たなかったが、竜飼の血統がナチスに組したことを機に、ドイツ軍占領下のパリにて軍内部に潜む竜飼いの血統を掃討し、さらに若い血族を中心としてパリのレジスタンス運動を支援するなど、徐々に人間社会へ干渉するようになった。戦後は「竜飼」に代わってドイツを勢力下におくようになる。
「東の龍王」セイと（恐らく「南の朱姫」を通じて）間接的に交流を持っており、そのため香港聖戦時には龍王に力を貸す形で参戦した。特区設立後は血族の中から一人を住まわせており、特区インパクトの後は彼から得た情報を整理し、各血統の動向を伺いつつ今後の動静を図っている。
竜飼ウォルフ
ドイツを拠点としていた欧州でも有数の強力な血統。20世紀前半までは齢1000歳の古血ゲオルグ・フォン・ツェーゼルが代表を務め、必要以上に人間との接触を持たない旧体制派の主勢力であったが、守旧的方針に反発した同族の者達が起こしたクーデターによってゲオルグが死亡。以降この血統は、統率力を失って瓦解していった（実際はクーデターの裏に「氷牙イーリャ」の血統の策略が絡んでいる）。その後、情勢の混乱の中かつての隆盛を取り戻すためにナチスと手を結んだことで欧州各地の血族を敵に回し、第二次世界大戦中にほぼ滅亡に追い遣られた。
老牙ニザリ
夜の世界において殺しを生業とする暗殺者の血統。血族内における規律・罰則は想像を絶する厳しさであるといわれている。「五針」と呼ばれる5人の長老によって統率されており、高等魔術「霧化」の使い手としても知られる。
氷牙イーリャ
モスクワ大公国、ロシア帝国の樹立以来、宮廷内に同胞をもぐりこませロシアで勢力を伸ばしてきた古い血統。数千年間、「千の目のイワン」と呼ばれる大吸血鬼が長老を務めていた。同じく人間社会と密な繋がりを持つ魔女モーガンの血統と引き合いに出されることが多く、欧州系の吸血鬼からは煙たがられることが多い。
長イワンによる様々な諜報活動と工作により広い縄張りと情報網を有し、欧州系血族の中でも随一の勢力を誇っていたが、1986年のチェルノブイリ原子力発電所事故による放射線障害でイワンの力が弱体化し、長が代替わりした。代替わりした長も「千の目のイワン」を名乗ってはいるものの、先代ほどの辣腕振りは無く、かつての隆盛は失われつつある。また、代替わり以降は徹底した事なかれ主義を貫き、九龍ショック、特区インパクトに対しても静観を決め込む。
典司ソロモン
かつて東欧やアラビアで魔術の祖として知られた、魔術に長けた古い血統。「魔女モーガン」や「術聖マーリン」が吸血鬼の血の魔力によって直接魔術を行使するのに対し、「典司ソロモン」の血統は血の魔力を介して大地や月光などの自然の力に働きかける儀式的な魔術を得意とする。
人為的に始祖を生み出す禁術を秘匿しており、第二次大戦中にそれを嗅ぎつけたナチス、そしてナチスと手を組んでいた「竜飼」の血統の襲撃を受け、ほぼ全滅に追いやられる。
月匠ゴーバン
「月華の使徒」と讃えられる細工師の血統。吸血鬼にとって神聖な天体である月の魔力を完璧に操り生み出される月匠の魔法細工は、あらゆる血統の美術的崇拝の対象となっている。月光の魔力を操ることに長ける反面、太陽に対して極端に弱く、まともに日光を浴びるとどれだけ厚着をしていても瞬時に灰と化す。技術者ギルドのような体質から戒律は大変厳しく、反逆者が国外に逃げた場合、「老牙ニザリ」の血統に誅殺を依頼している。
その他
上記以外にも「舞姫バサラ」「聖槍ホリン」「智眼オルデン」などさまざまな血統が存在するが、これらについては血統の特性、血族の特徴などが明らかとなっていないため、詳細は省く。

## 設定・用語
吸血鬼に関しては#本作における吸血鬼を参照。

### 九龍ショック
1997年に九龍半島で起きた、始祖「アダム・王」とその血族「九龍の血統」が暴走したとされる事件。実際は絶対的なマイノリティである九龍の血統が自らの生存権を賭けた戦いであった。短期間で爆発的に増殖した九龍の血統は人間社会に対し牙をむき、後に「香港聖戦」と呼ばれる戦争へと発展した。これにより、それまで（表向きは）伝説上の存在とされてきた「吸血鬼」の存在が公のものとなり、世界レベルの混乱が巻き起こった。また、戦場と化した香港は封鎖され、終戦の後も復興が難しく、世界流通は大打撃を被った。
九龍ショック以後、世界各地で吸血鬼狩りが横行し、これによって弱体化してしまった血族も少なくない。終戦から数年の後に「吸血鬼はほぼ根絶された」との声明が世界各国でなされたが、その裏では人間・吸血鬼間の協定、そして「特区」設立などが秘密裏に行われた。
九龍の血統（クーロン・チャイルド）
九龍の血統、および九龍の血統に属する吸血鬼のこと。詳細は血統一覧を参照。
香港聖戦
「九龍ショック」における、香港を舞台とした最終決戦。名立たる古血が次々と九龍の血統へと転化させられたことで戦いは苛烈を極めたが、激戦の末にアダム・王は討ち滅ぼされ、戦いは人間の勝利で幕を下ろした。公にはなっていないがこの戦争は、世界初の調停員「陣内ショウゴ」達の活躍により吸血鬼と人間が史上初めて組織的に協力して戦った戦争でもあり、人間と共に九龍の血統と戦った吸血鬼の中には「東の龍王」を始めとする高名な古血も少なからずいた。
シンガポール協定
香港聖戦の終了後、シンガポールにて、その「実在」が公のものとなってしまった吸血鬼と人間の間で極秘裏に行われた協定。「特区」設立の土台となったほか、世界各地で異なる捉え方をされていた吸血鬼観や知識の均一・体系化、吸血鬼に関わる語句の制定等がなされた。

### 特区
正式名称「経済特別解放区」。横浜市沖の海上に浮かぶ人工島に建設された都市。九龍ショック後、人間と、香港聖戦で人間と共に戦った吸血鬼らが力を合わせて築き上げた、世界で唯一の人間と吸血鬼が共存している場所であるが、人々は（特区に暮らすものも含め）ほとんどがその事実を知らない。吸血鬼たちの間では有名で、九龍ショック以降、世界中で盛んに行われた吸血鬼狩りによって故郷を追われ、特区の保護を目指して密航する吸血鬼も後を絶たない。共存に際して起きるトラブルを解決するために設けられたのが「オーダー・コフィン・カンパニー」である。
元々は第二次世界大戦終結直後に開発された埋立地であり、経済戦略的国際都市を目指すことが考えられていた。しかしバブル崩壊後計画は頓挫し、そのまま放置されていたところに犯罪者や難民などが住み着き、一種の独立領的な存在となっていた。九龍ショック直後、第二の香港を探す企業群がそこに目をつけ、紆余曲折を経て地元の暴力団を前身とするオーダー・コフィン・カンパニーを中心に「特区」へと変貌を遂げた。

#### 地理
特区内は、それぞれ趣の異なる第一地区から第十地区に区分けされている。第一地区から第五地区は九龍ショック以前からあった区域で、「旧市街区（オールド・ヤード）」と呼ばれるいわゆる下町。九龍ショック以降に新設された第六地区から第十地区は「新市街区（ニュー・ヤード）」と呼ばれる近代的な町並みである。
特区は第一地区から伸びる、横浜ベイブリッジとほぼ同じ構造の吊り橋「黄昏橋（トワイライト・ブリッジ）」により、横浜市と繋がっている。これが日本本土と特区を繋ぐ唯一の陸路であり、これ以外の交通手段はほぼ海路のみ。第十地区には空港があるが、発着するのは特区内の企業の自社便が多く、一般客は少ない。
第一地区の黄昏橋付近は旧市街区の中でも高層ホテルなどが立ち並ぶ比較的近代的な街並みである一方、第二地区は旧市街区の中でも特に再開発が遅れており、貧しい者達が寄り集まるスラム街になっている。カンパニーの目も行き届いていないが、逆に言えば調停員の仲介が無くとも人間と吸血鬼の関係はそれなりに上手く回っている。

#### オーダー・コフィン・カンパニー
通称カンパニー。「人間と吸血鬼の共存」という理念の下、特区の秩序を保つために設立された組織。会長の尾根崎ミタカ、元吸血鬼ハンターの張雷考、香港聖戦で活躍した陣内ショウゴや神父をはじめとした吸血鬼のスペシャリストで構成される。特区の中枢であり、事実上特区を支配しているといえる組織。主な部署は、吸血鬼とのトラブルを交渉で解決する調停部や、吸血鬼の暴走やテロに対抗する鎮圧チーム、特区内外での情報の操作や規制、隠蔽などを行う情報部など。
一般的に人間の間では（特区内を含めて）「吸血鬼はほぼ絶滅した」とされているため、表向きは「霊園管理会社」を名乗っている（実際に墓地の管理もしている）。調停部がある第五地区の事務所が窓口となっているが、本部は新市街のオフィスビル街に存在している。
CEO連合（マネー・キャビネット）と呼ばれる主にイギリスの企業で構成された組合と、「マリーン・バンク」などの協定血族が運営する企業がスポンサーとして出資しており、調停や鎮圧によって収入を得ている訳では無い。
調停員（コンプロマイザー）
カンパニー調停部に所属し、人間と吸血鬼、または吸血鬼間のトラブル処理を担う職員。人間と吸血鬼の共存を理念とするカンパニーの象徴的な存在であると同時に、吸血鬼と接触するという性質上、鎮圧チームと並んでカンパニーの中で最も危険に晒される存在でもあり、調停員の中には「クローザー」と呼ばれる護衛を個人的に雇っている者もいる。
鎮圧チーム
対吸血鬼を想定した武装チーム。吸血鬼に対する武力制圧の必要が生じた際に出動する。銀弾頭（シルバーチップ）の弾丸や太陽灯（ライト）、ガーリック・ガス、視経侵攻避けのバイザーなど、吸血鬼の弱点となる武器を装備している。実戦経験は豊富であり、弱小血族やアンダー・イヤーなどにとっては驚異的な存在であるが、古血に対抗することは難しい。
情報部
吸血鬼に関する情報収集、および吸血鬼が係わる事件に関する情報操作や隠蔽を行う部署。「吸血鬼の存在を明るみに出さないこと」は、特区の存続において最も重要な事柄の1つであり、そのための情報規制を行う情報部はカンパニーの部署の中で最も規模が大きい。

#### 協定血族と夜会
通常、吸血鬼が特区で暮らすには、正式な手続きを踏まえてカンパニーと協定を交わし「協定血族」に加盟するか、すでにカンパニーと協定を結んでいる血族の保護下に入る必要がある。協定血族は多数存在するが、中でも真祖混沌とウォーロック家は二大血族と呼ばれ、その代表者であるセイとケインは全協定血族の盟主でもある。セイの住居が旧市街区に、ケインの住居が新市街区にあるため、旧市街区には大陸系の協定血族が、新市街区には欧州系の血族が多く住んでいる。
一方、特区内にはカンパニー設立以前から特区に住む者や、特区に密航した者など、特区に住みながら協定血族に所属しない吸血鬼たちも多数住んでおり、そうした吸血鬼たちの一部が「夜会（カヴン）」と呼ばれる集まりに参加している。多くは人間を見下しカンパニーの理念に否定的な者が多いが、セイやケインと言った協定血族に所属する強力な吸血鬼の存在ゆえに、小規模な諍いを起こすことは多いが大胆な行動は取れないでいる。一方、夜会にもゼルマンという強力な吸血鬼が所属しているため、カンパニーも非公認の集団である夜会に対し大きな行動が取れない。

#### 結界と第十一地区
九龍の血統から特区を守るため、特区は常にセイが力の大半を費やして発生させている結界に囲まれている。この結界により九龍の血統は特区に住む人間に招かれなければ特区に入ることはできない。また、仮に入ったとしても特区の外に出ることは出来ない。この結界は九龍ショックの際に九龍の血統に対する防衛、包囲の手段として確立された術法だが、正確には「招かれなければ入れない」性質を持った吸血鬼に反応する結界であり、この性質を持つ吸血鬼は九龍の血統でなくとも特区に入ることはできない。賢者イヴの血統もこの性質を持つためジローとコタロウもミミコに招かれるまで特区に入れなかった。
特区には「第十一地区（イレヴン・ヤード）」と言う都市伝説があり、十の地区に区分けにされた特区の中には「十一番目の地区」が存在し、そこには「香港聖戦の遺産」が眠っていると言われている。その実態は、「カンパニー調停部事務所に隣接する墓地の地下にある納骨堂に、アダム・王の遺灰が真銀刀によって封印されている」というもの。セイやケインは遺灰の封印場所として吸血鬼にとって不都合な海上都市である特区を選び、香港に替わる都市として発展させてきた。九龍の血統が外に出られないという結界の性質も、万が一アダム・王が復活を遂げた際、特区から出さないためのものである。この事実は香港聖戦で戦った一部の吸血鬼と人間しか知らず、尾根崎をはじめとするカンパニーの上層部の人間もその実態を知らず、単なる都市伝説して認識している。

### 作中での事件
九龍ショック
#九龍ショックを参照。
悪の女王と黒騎士事件
ミミコがカンパニーをクビになってから、第二地区にフリーの調停事務所を開くまでに起きた大騒動。当初開いた調停事務所で脅迫紛いの行為で弱小血族から大金を巻き上げたため、ミミコは「クイーンM」としてカンパニーに指名手配される。その後、「ナイトJ」と名乗ったジローや鎮圧チームのアーノルド東郷が騒ぎを大きくし、さらに偽「クイーンM」と偽「ナイトJ」が現れて第二地区の弱小血族達との抗争が勃発する程の大騒動に発展する。最終的に偽者2人の捕縛とミミコの自首で騒動の幕を下ろすが、カンパニー情報部では後々まで「どうして隠蔽出来たのか、誰にも判らない」と語られた。
特区インパクト
2008年の晩秋、アダム・王の復活を目論む九龍の血統によって特区が襲撃された事件。一般の人間を含めた大多数の犠牲者を出し、陣内ショウゴを筆頭とした特区運営の主要な人物も多く失われた。特区側も奮戦するもののアダム・王は復活を遂げ、特区は九龍の血統の手に墜ちた。これにより根絶したとされてきた吸血鬼の存在と、特区の「吸血鬼と人間の共存する地」という秘密が世界中の白日の下に晒され、特区に暮らす多くの血族が安住の地を失うこととなる。
一方、ミミコが協定血族と共に住民の避難に奔走する映像が世界的に流され、この映像は世界中の人や吸血鬼に大きな影響を与えた。特に吸血鬼たちへの影響は大きく、後に吸血鬼たちが各国の政府と手を携える切っ掛けとなった。
界
2009年、特区インパクトから数か月の後に行われた吸血鬼たちの会議。真祖混沌の力によってほぼ世界中の大吸血鬼たちが精神的な繋がりを持ち、意見を交わした。ルイ・マルファンやウォーロック家の三姉妹、先代の千の目のイワンを始めとする血族の長を務める吸血鬼のほか、「狼王ガルー」や「義士ピクロテテス」など、既に存命を疑われていた幾人かの始祖も参加した。この後、世界各国で多くの血族が人間の政府と手を結ぶことを表明した。

### その他の用語

#### 器物
銀刀
ジローが所有する銀でコーティングされた日本刀、ひいてはジロー本人を指す異名。銀は全ての吸血鬼にとっての弱点であるため、吸血鬼は通常、吸血鬼と戦う場合でも銀を用いることは無く、ジローは数少ない例外。銀によって吸血鬼の治癒能力が阻害されるため、銀刀による刀傷は吸血鬼にとって深刻なダメージとなるが、ジロー自身の魔力も銀によって滅却されるため、銀刀を介して放たれる力場思念などの魔術は持続時間が極端に短い。
真銀（ジェンイン）
大陸の吸血鬼ハンターの間でその存在が伝えられている究極の抗吸血鬼材。「真銀刀（ジェンインタオ）」「真銀剣（ジェンインジェン）」「真なる銀」など様々な名称で（大抵は剣として）古くからその存在が語られている。「真祖混沌」の始祖混沌が自らの身を滅するために生み出したとされ、真銀にまつわる逸話には真祖混沌の血統が付き纏う。ジローはセイに授けられた真銀刀を用いて香港聖戦時にアダム・王を滅ぼし、その後真銀刀は遺灰の封印に用いられている。真銀刀と呼ばれてはいるが、実際には刀ではなく、1m弱の刀身を持つ両刃の大剣である。
銀を遥かに上回る退魔の力を有し、剥き出しの「真銀」が存在するだけで周囲の吸血鬼は「血」そのものに甚大なダメージを受け、魔力を行使することは勿論、身動きすらほとんど出来ないほどに力を奪い取られる。これは始祖であっても例外ではない。人間にとっては銀同様、全く無害な物質。
最終決戦では特区に急行する神父が所持していたが、ミミコの判断で巡航ミサイルの弾頭に詰められて「龍脈」の要である第十一地区の墓所に撃ち込まれる。着弾の衝撃で2つに分断されるも呪力は全く衰えず、一方は剥き身のまま墓所に置かれ、もう一方は鞘に収められてバウワウ卿に隠される。その後、墓所の「真銀刀」はラウが命と引き換えに破壊するが、バウワウ卿に隠された「真銀刀」は再びジローの手で振るわれ、アダムを滅ぼした。
ロンギヌスの槍
別名「ソロモンの王錫」。「典司ソロモン」の血統の始祖ソロモンが作り出し、禁術として封印した魔具。その刃に傷付けられた者は始祖に転化すると言われている。この魔具を作り上げるために行われた大規模な祭典が、始祖ソロモンが「典司」と呼ばれる由来となった。

#### 組織
十字軍
正式名称、「世界吸血鬼対策委員会」。シンガポールに本部を置く世界最大の対吸血鬼機関で、「神父」が香港聖戦時に結成した民兵組織を母体としている。カンパニーとは協力関係にあるものの、吸血鬼に対する基本方針が「討伐」と「共存」で大きく食い違っている。
闇内閣（シャドウ・キャビネット）
古くからイギリスに存在する、吸血鬼と人間との間を取り持ってきた組織。カンパニーに比べると秘密結社的な色合いが強く、表舞台に出ることはない。「闇内閣」と言うのも通称であり、正式名称はない。
赤い牙（レッド・ファング）
米軍が秘密裏に抱える、吸血鬼で構成される対吸血鬼部隊。その創設には「豪王フォワード」の始祖ギルバート・フォワードが係わっており、赤い牙に所属する吸血鬼の多くは「豪王」の血統に属する。
CEO連合（マネー・キャビネット）
「カンパニー」に出資している企業連合体。参加メンバーのほとんどが、香港聖戦後に特区に活動拠点を置いた企業や資本家で占められている。資金面で「カンパニー」に大きな影響力を持つため、代表の尾根崎ですら彼等の意向を無視することが出来ない。時には自らの影響力を強めるために、「カンパニー」に対して強権を発動したり、特区を舞台にしたパワーゲームを繰り広げることもある。

#### その他
バウワウ
「北の黒姫」の聖域一帯に住む巨大な熊。正式には「バウワウ大公」。聖地で暮らしていた頃のコタロウにとっての親友でもある（この名をつけたのは彼で、以前はムサシボーと呼ばれていた）。
後に、特区で生活を始めたコタロウが新居の地下で見つけた巨大なテディベアのぬいぐるみに「バウワウ卿」と名付け、常にリュックのように背負って持ち歩くようになる。中にかなりの量の物を収納できる仕組みになっており、ジローの銀刀や、時には重火器などを収めていた。実は香港聖戦の前、アリスが香港のアンティークショップで見つけ、気に入ったテディ・ベアと同一のもの。結局アリスが手に入れることはなかったが、十年以上の時を隔てて生まれ変わった彼女（彼）の手に収まった。特区インパクト後はセイが仮の器として乗り移り、サユカと行動を共にするが、サユカに踏みつけられたり、投げつけられたりとかなりぞんざいに扱われた。決戦では「真銀刀」の隠し場所となるなど、重要な役割を担った。
「バウワウ」とは作者のあざの耕平と懇意であるライトノベル作家成田良悟の越佐大橋シリーズのタイトルのひとつでもある。
アザミ邸
イギリスのロンドンにあるウォーロック家の屋敷。「魔女モーガン」の血統の長である直系の三姉妹は、この屋敷で眠りに付き、100年ごとに交代で1人が目を覚ます。ケインの異名「アザミ邸の騎士」はこの屋敷に由来するもの。
脈動
歴史の流れ、世界そのものの意思のような存在で、世界大戦や世界恐慌といった時代の転換点となる事件が起きる際に大きく乱れる。また、カーサいわく吸血鬼の始祖が誕生する過程にもかかわっている。「始祖」となる人間の性質と「脈動」が一致したとき、その人間が始祖になるというが、詳細は不明。
クイーンM/ナイトJ/セクレタリーS
特区に彗星のように現れ、強引な手段で巨万の富を築いた後に唐突に消え去った正体不明の怪人物とその従者達。正体はミミコのことで、「M」は明らかにミミコの頭文字である。「ナイトJ」はミミコがピンチになった時に仮面を身に着けて現れたジローが名乗った名前で、「セクレタリーS」はミミコの逃避行に同行させられる羽目になったサユカにミミコが付けた名前である。その後、偽「クイーンM」&偽「ナイトJ」と弱小血族達との間で抗争が勃発すると、ミミコは騒動の幕を下ろすために偽者2人をそれぞれ「ナイトJ」と「セクレタリーS」に仕立て上げて鎮圧チームに捕縛させる。なお、鎮圧チームのアーノルドは報告書で「クイーンM」とミミコは別人であると強硬に主張しているが、陣内達には正体はバレバレだった模様である。

## 登場人物

### 主人公
望月ジロー（もちづき ジロー）
声 - 神谷浩史（ラジオドラマ） / 櫻井孝宏（アニメ）
主人公。転化後110年以上の吸血鬼。1873年（明治6年）生まれの日本人で、「賢者イヴ」の血統に属する古血。常に赤い帽子とスーツを着ており、刀身に銀のコーティングが施された日本刀「銀刀」を携える剣士。人間の時から達人級の腕前だった示現流の使い手。涼しげな美男子だが女難の相あり。普段はクールな紳士を装っているが、実際は生真面目でお人好しのひねくれもの。言葉遣いは丁寧だが、その性格のために慇懃無礼と取られることも少なくない。寝起きが悪く、時間にルーズで、機械全般には非常に弱いが、なぜかゲームだけは滅茶苦茶強い。金運に恵まれておらず、何度か株で失敗している。
香港聖戦で人間と共に戦った吸血鬼で、その中でも特に有名な吸血鬼の1人。愛刀の銘から「銀刀」、多くの吸血鬼（九龍の血統）を斬ったことから「同族殺し」などの二つ名で呼ばれる。また、アダム・王を滅ぼした史上ただ一人の「始祖殺し」でもあるが、その事実を知るものは聖戦に参加した一部の人間と吸血鬼のみ。現在、賢者の血統の定めに従い「護衛者」として賢者イヴの力を所持しており、そのためにほぼ全ての抗吸血鬼材を弱点とする。また、100年少々しか生きていないジローにとって始祖の力は制御しきれない危険な物であり、「北の黒姫」の力で転生した賢者（コタロウ）に危険が迫った時のみ始祖の力が発動する様にしてもらっている。そのため、普段の力は同年代の吸血鬼と大差はなく、弱点が多いと言う点が浮き彫りになっている。
本名は「望月次郎」。人間だった頃は大日本帝国海軍少尉で、1895年に留学のためロンドンに渡り、その地で出会ったアリス・イヴと強く惹かれ合う。ある事件を通して彼女を守るために重傷を負い、その際彼を助けるためにアリスが彼に血を授け、これにより「賢者イヴ」の血族となる。アリスが死んだ香港聖戦から10年間、コタロウと共に北の黒姫の「聖域」に身を隠していたが、自分がいなくなった後にコタロウを支えてくれる友達を作るために聖域を出て特区へと向かう。賢者の血統の宿命を受け入れ、コタロウに厳しくも優しい兄として接しながら、来るべき「運命の日」に向けて最後の充実した日々を「特区」で過ごす。
諸所様々な問題を抱えつつも、ミミコのクローザーとして特区での賑やかな日々を堪能していたが、コタロウが目覚めのときを迎え、また特区インパクトの果てに九龍王が復活したことで血が暴走してしまう。激戦の後、「西の虎仙」の呼びかけを受けて崩壊した特区を離れ、崑崙にて「血」を御するための修行を開始する。当初は修行のコツが掴めずに暴走に振り回されていたが、真銀を自らの銀刀に溶かし込み、真銀の力でどうにか「血」を御するようになる。一通り修行を終えた後に香港に現れ、アダムに宣戦布告すると共に特区へと向かう。
最終決戦では「血」を意図的に暴走させ、真銀で抑えることを繰り返す戦法でカーサやナブロを圧倒。ダールの戦術やザザの能力に苦戦するもケインとのコンビネーションで乗り越える。ザザの策略でコタロウが再び捕らえられても以前のように取り乱すことなく九龍の血統の本部をケイン、サユカ、セイ、ミミコと共に急襲してアダムを滅ぼし、カーサとも決着を付ける。決戦後はミミコと共に調停屋を営むが、コタロウの「目覚め」によって彼に吸収された。しかし、その「血」はミミコとの間にダンピールの息子を残した。
望月コタロウ（もちづき コタロウ）
声 - 南央美
ジローの弟。10歳。ジローを兄者と呼び慕っている。やわらかい金髪と人懐っこい青い瞳を持ち、天使のような愛らしい容姿をしている。いつでも笑顔で万年お気楽。大変おバカ。周囲の毒気を抜く不思議な魅力を持つ。吸血鬼として非常に頑丈な体を持っているが泣き虫で、野良犬や野良猫と負けるほど喧嘩が弱い。生まれてから10年間「聖域」の外の世界に出たことがなかったため、見るもの聞くもの全てを珍しがり、興味を示す。兄とは対照的に、吸血鬼としてのこれといった弱点を一切持たないが、吸血鬼の特殊能力もほとんど使えない。
その正体は、香港聖戦で死亡した始祖「賢者イヴ」の生まれ変わり。だが本人には転生前の記憶はない。賢者として「孵化」する際、護衛者であるジローの血を吸い、預けた賢者の記憶や力ごとジローを自らの血の一部として吸収しなければならない宿命を持つ。時折、眠りについている「賢者」としての意識が顔を覗かせ、進むべき道に迷う者達に道を示すことも。
特区インパクトと前後して「賢者」への「孵化」の時を迎えるが、諸所の経緯によりジローからの血の譲渡が行われないまま、賢者復活阻止のためにセイの肉体を乗っ取ったザザの奇門遁甲によって時間を凍結され囚われの身となる。特区インパクトの後は囚われの身となりつつも、目覚めかけた始祖の力や賢者の血統の力を駆使してミミコを助けていたが、バウワウ卿に宿ったセイの力で解放され、サユカ達と共に逃亡する。一旦はミミコやジローと合流するも、ザザの策略で再び時間凍結が施されて眠りに付く。そして、決戦から一年後に「孵化」の時を迎えたことでジローを吸収し、「賢者」コタロウとなる。「賢者」となってからはアリスの面影を持つ美青年となり、ジローとミミコの息子を「弟」として北の黒姫の聖地で養育する。
アリス・イヴ
声 - 南央美
「賢者イヴ」の血統の始祖。転生を繰り返しつつ数千年の時を生きており、最も古い始祖と呼ばれる。ジローの闇の母であり、恋人でもある。1895年のロンドンで留学中の大日本帝国海軍少尉だった「望月次郎」と出会い、彼に惹かれ、彼を吸血鬼「望月ジロー」へと転化させた。九龍ショックの際にジローに血を預けて死亡し、コタロウとして転生した。
長い年月をかけてあらゆる血統の血を吸い、その血には他の全ての血統の力が秘められていると言われているが、その力を自らの意思で振るうことは出来ず、戦闘能力は皆無に等しい。また、そのために数多くの弱点を持ち、現在ではほとんど弱点とする血統がいない聖堂や聖歌の類も苦手。明るく天真爛漫で、美しい容姿と幼い少女のような無垢な心を持っている（性格はコタロウとほぼ同じ）。食べ物に意地汚く、熊が好き。新しい物に対し好奇心が旺盛。いつものんびりとした危機感の無い性格だが、逃げ足だけは人一倍速く、人目を盗んで逃げ出すのが得意。かなりの焼き餅焼。
世界の「脈動」をある程度感じ取ることができ、世界規模の事件の始まりとなる地へ向かおうとする傾向がある。それにより1914年にはサラエヴォ、1929年にはウォール街へと向かい、サラエヴォ事件や暗黒の木曜日を目の当たりにしてきた。また、事件が起きる前はその前兆であるかのように体調を崩す。
「九龍ショック」が発生した直後にアダムと対面し、彼の手にかかって死亡する。
葛城ミミコ（かつらぎ ミミコ）
声 - 永田亮子
オーダー・コフィン・カンパニーに所属する「調停員（コンプロマイザー）」。自称・仕事に熱心な勤労少女。明るく気が強い、打たれ強い性格。アヒル口。幼い頃に家族を失い養子に出されたが、馴染むことができず身ひとつで脱走。特区でストリートチルドレンとして暮らしていたところを偶然知り合った陣内ショウゴに拾われ、彼の直弟子として調停員になるための訓練を受けてきた。男性経験が無く（処女）、吸血鬼にとって極上の血の持ち主。月に1回、給料日の時にジローに血を吸わせているためか、共鳴現象のほかにジローの過去を「夢」という形で見ることがある。特区にやってきたジローとコタロウを招き入れ、そのまま彼らの面倒を任されることになる。護衛者とその雇い主として、ジロー・コタロウ兄弟と共に様々な事件に遭遇する中、次第にジローに惹かれていく自分を自覚すると共に「運命の日」が訪れることを恐れるようになる。
調停員としては陣内が目を見張るほどの才能を持ち、ジローと出会って以降沢山のトラブルを経験し、失敗や挫折を乗り超えながら次第に才能を開花させ、様々な血族の固い信頼を勝ち得ていく。その中で「人間と吸血鬼の共存を目的としながら、人間に対し吸血鬼の存在を隠蔽する」と言う「特区の矛盾」に気付き、それを陣内に対して指摘。それを受けた彼によってカンパニーを解雇されてしまう。再びストリート暮らしとなり、それまで築き上げてきた吸血鬼たちとの信頼関係に助けられつつも、様々なトラブルを経験。「悪の女王と黒騎士事件」と呼ばれる一連の大騒動の末、改めてジロー、コタロウとともに「調停事務所」を開き、史上初のフリーの調停屋となる。フリーの調停屋となった後はカンパニーに省みられない弱小血族や、協定血族に属しない吸血鬼達のトラブルの解決を精力的にこなしていき、彼等の間で大きな信頼を勝ち取っていく。
特区インパクトにおいてそれまで自分が世話をした血族達を指揮して住民達の脱出を支援し、その光景が偶然出会ったTV取材班によって世界中に放送されたことで、吸血鬼と共に戦った少女として「乙女（メイデン）」と呼ばれ、広く知られるようになる。特区崩壊後はシンガポールに渡り、「乙女」としての知名度とミミコ本人の資質に目をつけた尾根崎やケイン、神父から要請を受けて新生カンパニーの代表の座に収まる。代表になって暫くは特区を失った喪失感を埋めるかのように無茶なスケジュールをこなしていたが、サマンサのアドバイスや、アンヌとの出会いと別れなどを経ることでかつての明るさを取り戻していく。特区を奪還するXデーを間近に控えた時にアダムが特区の外に出るという非常事態に遭遇するが、香港からのジローのメッセージを受けると南の朱姫の縮地法で特区に帰還する。
最終決戦ではジロー達と共に各戦場を駆け回り、アダムの最後に立ち会う。その際、カーサから九龍の血統の未来を託され、ワインとの間に九龍の血統でも生きていける場所を提供するとの約束を交わした。決戦後は「カンパニー」の代表とフリーの調停屋を兼業して周とキケロを調停員として育成する。コタロウの「孵化」によりジローを失うが、彼との間にダンピールの息子を儲け、「セカンド・カンパニー」の代表に就任する。

### 協定血族
ケイン・ウォーロック
声 - 安元洋貴
「青狼ケイン」「アザミ邸の騎士」の異名を持つ、300年の時を生きる古血。銀眼、銀髪の巨漢。特区における欧州系血族の盟主で、人間社会の経済界を牛耳る大銀行「マリーン・バンク」の支配人でもある。生真面目な性格。「魔女モーガン」の血統に属する優秀な魔術師であると同時に、魔術と体術を組み合わせた独自の闘法の使い手でもある。ジローが吸血鬼に転化した時からの古い友人で、共に香港聖戦を戦い抜いた相棒でもあり、聖戦最強のコンビとして名を馳せた。犬好きで、休日や仕事明けになると野良犬達に餌をやっている。
転化前は海賊であり、血族内の忌子であるカーサの監視役として血族に加えられた。過剰なプライドを先行させる血族の者や冷酷な血統の長「三姉妹」に良い印象はなく、孤独でありながら強く奔放に生きるカーサの方を好ましく思っていた。彼女と共に（すぐに姿を消す彼女を追って）世界を旅をした経験が彼の見識と力を広め、特区にて血族の盟主を任じられる要因となった。後にアリス、そしてジローを加えた旅の中で「東の龍王」セイと出会い、偉大な吸血鬼であるほど忌み嫌う「混血」のカーサを一切他の者と区別しない彼の度量に私淑、以降血統を超えた師として尊敬している。
特区インパクトの後、シンガポールでカンパニー再建を図る尾根崎らと離別、特区を取り戻す力を得るために「アザミ邸」の三姉妹から「自らを混血とする禁術」を伝授される。その後、北の聖地にて北の黒姫に嘆願、彼女の血を用いて「魔女モーガン」と「真祖混沌」の血を引く混血児となり、クロウとネヴァから戦闘術の修行を受ける。
最終決戦ではネヴァから伝授された魔術と奇門遁甲を駆使して九龍陣営を翻弄する。また彼の混血化に動揺していたとは言え、カーサを結界に封じ込めるという離れ業も披露した。その後、ジロー達と共に九龍の血統の本部を急襲してアダムの死に立ち会う。決戦後は再び「マリーン・バンク」の支配人を務めている。
セイ
声 - 高木礼子 / 宮田幸季（香港聖戦時）
「東の龍王」と呼ばれる、数千年の時を生きる「真祖混沌」の直系の1人。奇門遁甲と呼ばれる時空を操る術の使い手で、特に龍脈を通じて瞬間移動する「縮地」を得意とする。幾度か転生を繰り返しており、現在は10歳ほどの子供の姿をしているが、香港聖戦の時は20歳前後の青年の姿だった。100年以上前から血統を越えた吸血鬼同士の共存を目指し、吸血鬼の都市として古くは上海、香港を治めていた。香港聖戦ではジロー、ケインらと共に戦い、特区においてはケインと共に吸血鬼側の代表として特区の運営に携わる。特区設立の際、滅んだ九龍王の遺灰を「第十一地区」に封印した。特区内では他の吸血鬼を遥かに凌ぐ絶大な力の持ち主であるが、常に力の大半を費やして特区を九龍の血統から守るための結界を張っており、その影響で常に目が閉じられている。
聡明で深い見識を持つが、子供の体に転生したため精神的に幼い部分もあり、テレビゲームやラジコンなどのおもちゃが大好き。あまりにも熱中しすぎて月梅に取り上げられてしまったおもちゃが幾つも有る。自他共に認めるゲーマーであり、いくつものゲーム会社のスポンサーを務めている。ゲームに関してはかなりの負けず嫌いで、望月兄弟にボロ負けしたゲームソフトをスポンサー権限（および、龍王の名）を濫用して全て回収させてしまったことがある。
特区インパクトの際、ザザの策略によりカーサに吸血され九龍の血統に転化させられた上、ザザに体を乗っ取られてしまう。その後は魂のみとなりながらも新たな器への転生を拒み、バウワウ卿に乗り移ってサユカを救い、行動を共にする。
魂のみとなっても奇門遁甲術の冴えは衰えておらず、結界に捕らわれていたコタロウを救出して最終決戦の事実上の火蓋を切った。決戦ではザザの奇門遁甲を妨害するなどしてジローを支援、九龍の血統の本部を急襲した時はサユカに乗り移って彼女が「螺炎」を発動させる手助けを行った。決戦後は新たな器に転生するが、「死にすぎた」ために西の虎仙の元で修行させられる羽目になる。
月梅（ユエメイ）
「真祖混沌」の血統に属する古血。黒いチャイナドレスを着たクールな美女。セイが上海に居た頃からの彼の腹心であり、特区においてもセイを補佐する立場にある。寛容なセイに替わって苦言を呈することも有る。
アルバート・キャンベル
「魔女モーガン」の血統に属する吸血鬼。転化してから100年近くの時を生きた古血に近い吸血鬼で、実力もそれなりのもの。九龍ショックの後にケインをサポートするためにロンドンから送り込まれ、現在はケインの秘書を務めている。力によって権威を誇示すると言うウォーロック家の体質が抜け切っていない。特区インパクトでは、月梅と共に協定血族の脱出に奔走した。
キケロ・ロッシーニ
「義士ピクロテテス」の血統に属する吸血鬼。吸血鬼に転化してからそれ程長い年月は経っていないが、九龍ショック後の吸血鬼狩りにより弱体化してしまった血族を率いる長老の立場にある。決戦後は周と共に史上初の吸血鬼の調停員となってミミコの元で働く。
フェイニー・周（フェイニー・チャウ）
特区に暮らす、総勢8名の弱小血族の長。吸血鬼に転化して15年になるが外見は中学生のそれであり、「目立たないから」という理由でセーラー服を常時着用している。
九龍ショックによる吸血鬼狩りによって多くの仲間を失っており、人間に対して深い敵愾心を持っていたが、調停に訪れたミミコとの触れ合いで次第に態度を軟化させ、対等の友人のように接するようになる。血族ともども特区に暮らすにあたってミミコから大きく便宜を図られており、彼女に深い恩を感じている。特区聖戦の際は混乱する特区において、他の弱小血族とともにミミコに協力し、住民の脱出に尽力した。

### 夜会
ゼルマン・クロック
声 - 福山潤
始祖「闘将アスラ」の三世で、800年の時を生きる古血。赤髪・赤眼の美少年の容姿で、「緋眼のゼルマン」と呼ばれる。本来、相当な集中力を要する「視経発火」を自由自在に操る。視経発火とは文字通り「見るだけで敵を発火させる」能力であり、戦闘において圧倒的なまでの優位性を有している。しかも灰になれば蘇れないという吸血鬼の特性上、火は銀並みかそれ以上の抗吸血鬼効果を持つため、対吸血鬼戦では絶大な効果を発揮する。特にアグニの火矢と言われる「螺炎」の威力は兵器の域に達する。闘将の血から受け継いだ高い戦闘センスも相まって、特区内ではセイに次ぐ力の持ち主である。「闘将」の血統の定めとして同族内での闘いを宿命付けられているが、もはや血族内の生き残りは自分一人となっており、内心にくすぶる闘いへの渇望に苛まれている。
出身地は現在のポーランド地方で、世界中を気ままに旅していたが、数年前、特区内で混乱を起こしてくれることを期待したザザの手引きで特区に移り住んだ。気まぐれな性格で、特区内においてはどの組織にも属していないが、彼を担ぎ上げた若い吸血鬼達によって特区非公認組織「夜会（カヴン）」のリーダーとなっている（本人は我関せず）。夜会の吸血鬼とも馴れ合わない一匹狼的な性格だが、コタロウとは初めて出会った時から意気投合し、食事を奢ったりするなど面倒を見る傍ら、吸血鬼の「血」の本質や血統が持つ運命を教えるなど、コタロウにとっては「もう1人の兄」とも言うべき存在となる。
いつもジャージとニット帽と言ういでたち。服装は全てサユカがコーディネイトしたもので、いずれもかなりのブランド品。本人は浮世絵や漢字など東洋風のデザインが好みで、以前はそういったプリントがされていたTシャツやスカジャンを購入していたが、買うたびにサユカに処分されるので買わなくなった。
特区インパクトの際にはその実力を遺憾なく発揮し、九龍の古血を圧倒した。しかしラウが振るった「真銀刀」の一撃からコタロウを庇って致命傷を負い、最期はサユカに見取られつつ眠りにつく。その血はサユカへと受け継がれた。

白峯サユカ（しらみね サユカ）
声 - 佐久間紅美
人の身でゼルマンに付き従うクールで知的な女性。ゼルマンに心酔しており、彼に絶対忠誠を誓っているが、日に日に不安定になっていく彼の内面を感じ取り、彼の身を案じている。ゼルマン以外の存在には関心がなく態度も冷淡だが、ある事情から立場上敵対関係にあったミミコ達と行動を共にし、様々なトラブルをともに経験するうちミミコとは友人と呼べる間柄になる。
生真面目な性格の反動か非常に酒に弱く、飲むと大トラで泣き上戸という最悪の酔っ払いになる。マンションの部屋には引き伸ばされたゼルマンの写真が壁に貼られており、起床した時と帰宅した時に必ず写真に口づけしている。また、証明書用写真の撮影と称してゼルマンを撮影するのが趣味になっている。「悪の女王と黒騎士事件」の時は無理やりミミコの逃避行に同行させられる羽目になり、不本意ながらも様々な職業を転々とした。
特区インパクトでゼルマンが死亡した際に彼の血を受け継ぎ、「闘将アスラ」の血統を持つ吸血鬼となる。吸血鬼となってからはゼルマンの形見となったニット帽とジャージ、スニーカーを身に付けるようになった。九龍の血統に襲撃され危うい所でセイの魂が乗り移ったバウワウ卿に救われ、以後は彼と行動を共にしながら吸血鬼の能力を磨く修行を行っている。その中で「闘将アスラ」の血に目覚め、一般の転びたてとは一線を画す力を身につけた。その後は特区内で大きな戦果を挙げるようになったためにレジスタンス達のアイドルに祭り上げられてしまい、ニット帽とジャージという服装はレジスタンスの女性達の間で大流行する事になるが、本人にとってはかなり不本意な状況であった。ひょんなことで九龍の血統に捕らわれていたコタロウをセイと共に解放したことで、ザザの計画を知らない内に潰す快挙を成し遂げるも、その際に、バウワウ卿に宿っているのがセイであることを知り戦々恐々とした気分に陥る。
最終決戦ではジローやカーサ達との力の差に圧倒されるが、九龍の血統の本部を急襲した時は自身にセイを乗り移らせることでバウワウ卿に隠した「真銀刀」のカモフラージュとなる。更にセイの手助けで「螺炎」を発動させ、「縮地」を用いた零距離射撃でザザに致命傷を与える大金星を挙げる。決戦後はセイをぞんざいに扱った事に恐れをなしたこと、覚悟もなく吸血鬼となったことから、これから始まる吸血鬼としての長い時間とどう折り合いをつけるか模索するため、特区から旅立った。
オーギュスト・ワイカー
声 - 黒田崇矢
夜会の幹部的存在で、多くの手下を従えていた。人間を蔑視する典型的な夜会の思考の持ち主。ジローが初めて特区を訪れた際、「銀刀」の異名を持つ強力な吸血鬼であるジローが他勢力につくことを警戒して幾度となく彼を襲撃するが、ことごとく返り討ちに合い、最後にはザザの策略により「九龍の血統」に染まりジローの手で討たれた。

### カンパニー職員
尾根崎ミタカ
声 - 松山鷹志
「カンパニー」の会長であり、実質的に特区の全てを取り仕切っている人物。若輩ながら聡明な頭脳と冷静な視点、揺るがぬ胆力を持ち合わせ、セイやケインからもその手腕を高く評価されている。
かつて「特区」が政府や企業に見放されたスラム街だったころ、その一角に居を構えていたヤクザの組長の息子としてこの地に生を受けた。苦難の末に若くして独力で抜け出し、渡英して経営者、指導者としてのノウハウを身につける。九龍ショックが起こった際、崩壊した香港に変わる経済都市を求める海外企業を誰よりも早く説き伏せ、無法地帯と化していたこの地を平定し、企業連を誘致して特区の礎を築いた。また、吸血鬼狩りが世界的に横行する中、来たる未来に「吸血鬼との共存」を見出し、陣内や張を手勢に加えセイを筆頭とした吸血鬼たちと歩み寄った。特区の生みの親とも言える存在で、この地に対する理想と思い入れは人一倍強い。しかし、それ故に特区を巡る様々な障害を前に苦悩し、時に判断を焦って現場の者達との軋轢を生むこともある。
特区インパクトで特区を奪われた後はシンガポールに本部を移し、ミミコを新生カンパニーの代表として迎えた後は彼女のサポートを行っている。シンガポールに襲撃してきたカーサに左腕から吸血され、転化を免れるために真銀刀で左腕を切断する。これにより隻腕となりつつも九龍の血統に転化することは回避した。
張雷考（ジャン・レイカオ）
声 - 麦人
「カンパニー」情報部部長にして、会長・尾根崎の片腕的存在。尾根崎、陣内と並び、特区設立の初期から様々なトラブルを切り抜け、今日の特区を築き上げた人物。老年ながら元は「パイルキラー（杭打ち師）」と呼ばれた大陸で有名な吸血鬼ハンター。特区設立にあたって、尾根崎の才能と理想を認め、彼の説得に応じる形で彼の部下となった。
情報部部長として特区内外のあらゆる情報を把握・管理する傍ら、「トップとして、経営者としての視点」で物事を判断する尾根崎を「現場に立つ者の視点」で補佐し、時に諌めている。池波正太郎のファンらしく、蕎麦には並々ならぬ拘りを持っている。
特区インパクトでは、尾根崎を脱出させた後はカンパニー本部に居残って指揮を執り続ける。その際、ミミコが吸血鬼達と共に住民の脱出に奔走している姿を全てのTV局に流した。最後は押し寄せてくる九龍の血統達に突入して散っていった。
赤井リンスケ
声 - 高戸靖広
「カンパニー」査察部所属。自称「査察部のエース」。香港聖戦時には陣内とともに人間の身でジロー達と行動を共にしており、当時はジローの弟分のような存在だった。紫の髪に派手なアクセサリー、更に女言葉で話すなど個性的な人物だが、その情報収集能力は非常に優秀。香港の暗黒街で生計を立てていた経験から、荒事にも慣れている。時折カンパニー所属という枠を離れて、陣内やジローを手助けするなど、香港組の仲立ちを担っている。
女言葉は自分の心に余裕を持たせるためのもので、瀕死の陣内を前にしたときは取り乱し、素の乱暴な言葉遣いで喋っていた。バドリックと共に特区へ入り込み、レジスタンスの組織化と訓練を行い、最終決戦ではレジスタンス達を率いて九龍の血統と戦う。また、墓所に侵入してきたラウに致命傷を負わせ、陣内の仇を取った。その後、「セカンド・カンパニー」が設立した後に辞職して特区から旅立つ。

#### 調停員
陣内ショウゴ
声 - 成田剣
特区と「オーダー・コフィン・カンパニー」設立時のメンバーにして、調停部の部長。飄々とした性格の壮年の男性。元ネゴシエイターで、かつて香港聖戦において人間と吸血鬼の共同戦線を実現すべく活躍した史上初の調停員。ジローやケイン達とはその頃からの戦友。特にジローとは、普段はまず見せない稚気を顔に浮かべる悪友のような仲で、人間と吸血鬼の種族を超えた対等の友人関係を築いている。「人間と吸血鬼は共存できる」との信念の元、時折カンパニー上層部の意向を無視してジロー達と結託したり、直に現場を指揮したりする。しかし、その行動力や人徳によって部下たちの信頼を一身に集めている。ストリートチルドレンだったミミコを引き取り、育てるとともに調停員としての技術と精神を教えた、彼女にとって父のような人物。
ミミコを自らの後継者と考えており、その成長を影に日向に見守っていた。彼としてはカンパニーの矛盾や人間と吸血鬼の在り方などといった問題点をすべて自分達が解決した後に、新生カンパニーの担い手となることをミミコに期待していた。しかし、ジローたちとの出会いや九龍の襲撃によってミミコは彼の予想を超える成長を見せ、特区やカンパニーの矛盾を指摘し、そしてそれをどうにかしたいという、ある意味カンパニーのあり方を超える望みを抱くに至った。彼は弟子の成長を喜びつつも、道を切り開く彼女に襲い来る苦難を案じ、彼女をクビにすることで更なる試練を与えている。そのやり方は徹底しており、ミミコが独力で調停屋を開業したことは知っても、部下に対し手出し無用と指示を出すほどであった。
九龍王の遺灰を狙う九龍姉弟の襲撃を察知し「第十一地区」にて待ち伏せていたが、ザザとラウの二段がまえの策略にはまり致命傷を負う。その場に駆けつけたセイに吸血鬼となって生きるよう促されるが、その信念から人間として生を全うすることを固持。最期はセイとリンスケに見取られつつ息を引き取り、特区インパクトにおける最初の戦死者となった。
楠ヒバリ
声 - 高橋美佳子
ミミコを慕う後輩。調停員見習い。噂好きで明るい性格だが茶を運ばせると必ずと言っていい程こぼし、パソコンのコンセントにつまづいて抜いてしまったり、重要な書類に限ってシュレッダーにかけたりするドジっ娘。口が軽いうえに話を飛躍させるのが得意。通販マニアで口癖は「ドンマイ！」。母親は彼女以上のドジで、電気製品をほぼ毎日破壊している。父親は貿易商でそれなりに裕福であるにもかかわらず、「お前たちと24時間いて生きている自信がない」と言って家から出て行き、たまにしか帰ってこない（仲が悪いわけではない）。意外にも酒乱で、酔った勢いでミミコの服を引っ剥がしたことがある。
特区インパクト後もカンパニーに残り、カンパニーの代表者となったミミコの補佐として活動する。セカンドカンパニー設立後は重役秘書に抜擢されるが、ドジな所は相変わらずで、彼女が担当の時は重役達は自分でお茶を淹れている。
スワン・鐘（スワン・チェン）
声 - 植田佳奈
ミミコの同僚の優秀な調停員。中国人とイギリス人のハーフであり、実家は華僑の大家でもあるお嬢様。少々高慢で意地っ張りだが根は真面目でお人よしな性格。ジローを気に入っているらしく、ことあるごとにミミコと張り合っている。
カンパニーとの繋がりを欲した家の意向で調停部に入れられたが、調停員としての誇りを持ち、退職を勧める親を押し留めてこの仕事を続けている。
特区インパクト後はヒバリと共にミミコの補佐を務め、セカンドカンパニーが設立した後はCEO連合との折衝を行う重役に就任している。
朱鷺籐サキ（ときとう サキ）
声 - 根谷美智子
ミミコの同僚であり、先輩であるベテラン調停員。背が高く引き締まった体格の、ハンサムな美女。クールだが面倒見がよく、後輩のスワンやミミコと仲がいい。実は吸血鬼と人間とのハーフ（ダンピール）であり、縦長の瞳孔をしたカナリア色の右目と、人間を超えた身体能力を持っている。いわゆるショタコンで子供など可愛いものに目がなく、コタロウにメロメロだったりする。
特区インパクト後はミミコの護衛役となるが、ミミコの元を訪れる古血達には終始振り回されていた。セカンドカンパニー設立後は陣内の跡を継いで調停部の部長となる。

#### 鎮圧チーム
バドリック・セリバン
声 - 江川央生
「カンパニー」鎮圧チーム所属。隊長である「神父」が米軍に出向している間、隊長代理を務めている。不器用で駆け引きなどは苦手だが実直な人物。特区の秩序維持を第一に考えており、時にはゼルマンの前に立ち塞がる事すら辞さなかった。リンスケには「バドちゃん」と呼ばれてからかわれる度に突っ込んでいるが、性質が正反対のためか互いを補う名コンビぶりを発揮することもしばしば。特区インパクトでは、一旦は特区から脱出するもリンスケや部下たちと共に結界で覆われた特区に舞い戻ってレジスタンスの組織化と訓練を行う。決戦ではレジスタンス達の指揮を取り、ダールとマーベリックが率いていた九龍の血統達の軍団と激戦を繰り広げた。
神父
カンパニーにおける対吸血鬼部隊・鎮圧チームの隊長であり、香港聖戦での人間側の英雄の一人。黒人の陽気な男性。絶大な指導力とカリスマ性を持ち、吸血鬼との戦いに疲弊し半ば自棄になっていた人間側の勢力を纏め上げた。ジローやケイン達とも共に戦った間柄。米国政府の要請で対吸血鬼の特別顧問として米軍へと赴いていたため本編中では長らく名前のみの登場だった。対吸血鬼戦のエキスパートだけあって危機を察知する能力にすぐれており、ナブロの追跡を振り切ってみせた。ミミコにとっては陣内と並ぶ父親的な存在であり、特区インパクトで陣内が死亡したことを認識した時に彼の胸の中で号泣している。シンガポールでは尾根崎と共にミミコのサポートを行う。決戦ではミミコの要請で「真銀刀」を巡航ミサイルに詰めて墓所に撃ち込み、特区に上陸してからは九龍の血統の掃討戦を指揮した。
アーノルド・東郷
カンパニーの鎮圧チームに所属する隊員。根は真面目で、特区の平和を守るために使命感を燃やす熱い男だが、使命感に燃え過ぎて暴走することが多い。「クイーンM」捕縛の際にも暴走し、結果的に事件を大きくした。既婚、子持ちで、妻は2人目の子供を妊娠中。

### 九龍の九姉弟
九龍の血統の始祖「導主アダム」と、「直接血の繋がりを持つ」姉弟。その多くは九龍の血統の直系で、カーサやダールのように数百年以上生きてきた古血から転化した者も存在する。「姉弟の順番を分かりやすくする」という理由から、長姉カーサから末っ子ワインまで、名前の頭文字は五十音順のア段で統一されている。
カサンドラ・ジル・ウォーロック
声 - 沢城みゆき
愛称はカーサ。「黒蛇カーサ」の異名を持つ、500年の時を生きる古血。真っ白な肌と長い黒髪、黒いルージュが特徴の美貌の女性。性格はジロー以上にひねくれ者で、自分の想いに素直になれない。また、アリスやコタロウの前では子供っぽい意地悪を発揮することが多い他、自分にとって不快な出来事があると手近にいる者に暴力を振るう悪癖があり、ジローやケインはしょっちゅう殴られていた。元々属していた「魔女モーガン」の血統において「始祖モーガンの再来」と呼ばれるほどに優れた魔術の使い手で、他者に変身するなど多彩な魔術を使う。アリスとは古い親交を持ち、後にジローを加えて行動を共にしていたが、香港聖戦にて九龍の血統に転化した。
元はジプシーにおいて「巫女姫」と呼ばれた才能豊かな魔術の使い手であり、その才能に目をつけた「魔女モーガン」の血統の長に強制的に吸血鬼に転化させられ、さらにその際「他の血統の血を混ぜることで複数の血統の力を持たせる」という禁術で「混血」にされた過去を持つ。その結果、始祖の再来と呼ばれるほどの魔術の使い手となったが、同時に「血」を何よりも神聖視する吸血鬼の間では混血の「忌子」として忌み嫌われる立場になった。そんな彼女が唯一心を許す友人がアリスであり、またアリスも彼女のことを「一番の親友」と称していた。護衛者であるジローよりもはるかに古くからアリスの身の安全を守っており、年若く未熟なジローをよくからかっていた。ジローにとっては護衛者としての師と呼べる人物。しかし、一方でアリスがジローを転化したことで、自分とアリスが「違う」ことを痛感させられており、100年の間に鬱屈した想いを徐々に募らせていった。
香港にやってきた時に自分の「血」を引くリズ・スネークと転化前のアダム・王と出会い、アリスと別れて彼等を生涯に渡って守ることを誓う。更にアダムの希望で「混血」である自分が辿ってきた人生の全てを精神感応で共有する。この結果、アダムは始祖となり、彼女が500年に渡って受けてきた様々な不遇やアリスとジローへの鬱屈した想いが九龍の血統を産み出したとも言える。智謀に優れ、香港聖戦においては九龍王の副将として、敗戦後は血族の長として、姉弟の長女として九龍の血統の指揮を執る。九龍の血統に転化した後もアリスとジローには複雑な感情を抱いており、香港聖戦時は彼女がアリスの遺灰を守ったことで、アリスはコタロウとして転生することが出来た。また、特区に侵入した時に出会ったミミコを気に入り、機会があれば「娘」として血族に加えようと考えていたが、最終的には九龍の血統の未来をミミコに託した。
ジローに対しては最初は前述の通り苛立ちを覚えていたが、いつからかそれが興味に代わり、遂には恋愛感情のような感覚に代わっていた模様。そのため、その嫌がらせや暴力、あまたジローに対する反応は屈折した愛情表現ともとれる。
最終決戦ではジローやケイン達と激戦を繰り広げるがアダムを守りきれず、弟達の死に次々と立ち会う事となる。その後、ワインに自分の血を渡して別れるとジローと最後の勝負を行うが、ワインを逃がすための囮となって敗北し、ジローの腕の中で永遠の眠りについた。
ザザ
声 - 鳥海浩輔
姉弟の参謀を務める長男。姉弟の中では最も長い時を生きる古血。並外れて強力な視経侵攻によって他者に憑依することができ、その力で次々に他人の肉体を渡り歩くことから、かつては「人渡り（マン・ウォーカー）」、現在はそれが転じた「ウォーカーマン」や「運命を作る者（フェイト・メーカー）」の名で呼ばれる。その能力と策謀で過去に幾度と無く人間社会、吸血鬼社会に混乱を招いており、策謀家として夜の世界に悪名を轟かせている。姉弟の中でも重要なポジションに位置するが、なぜかカーサには蔑ろにされることが多く、彼女の気まぐれや好き嫌いに辟易している。一方、彼自身も掴み所のないお調子者で、真面目なのかふざけているのか良く分からず、悪ふざけが過ぎてカーサに殴られることが多い。
元の体は既に消滅しているらしく、一応「本体」としている肉体はある（これに対し一時的に憑依している肉体は「端末」と呼ばれる）ようだが、それも取り替えることが可能。血によって自身を定義する吸血鬼でありながら血さえ持たない精神のみの存在であるなど吸血鬼としても異質の存在であり、その由来には謎が多い。第二次世界大戦中には、何らかの目的を持って竜飼ウォルフの血族を利用してロンギヌスの槍を入手し、豪王の血統の誕生に深く係わっている。「端末」を使用している際には「ミスター・シューズ」や「靴大人（ハーイターレン）」など靴にちなんだ偽名を名乗ることが多い。
カーサやリズと共にアダムが始祖となる瞬間に立会い、その姿に歓喜の涙を流しながら絶対の忠誠を誓う。九龍の血統を「変革」をもたらす「革命」であると真剣に考えている。
特区インパクトの際にセイの肉体を乗っ取ることに成功し、真祖混沌の直系としての絶大な力を手に入れた。その力を用いて目覚めの時を迎えたコタロウの時間を停止させ、特区を対象を「九龍の血統以外」に逆転させた結界で封鎖した。香港聖戦の最大の敗因は「人と吸血鬼の協力」であるとし、それを実現した陣内を高く評価すると共に危険視している。同時に戦略家として強いライバル心を持っており、死してもなお「葛城ミミコ」という形で立ち塞がってくる彼との完全決着を望む。一方で行動が全く読めない「賢者」の存在は鬼門になっており、特区を脱出して世界規模でのゲリラ戦を展開する作戦もコタロウの脱走で頓挫してしまう。
実は『名無し』の血統の一つの始祖で、マーベリックは彼と同族である。「血」の束縛から逃れるために血族や身体を捨てて幾星霜も彷徨い続けた。最終決戦では真祖混沌の力を存分に発揮してジロー達を苦しめるが、サユカとセイの連携攻撃からアダムを庇って致命傷を負う。死亡する寸前だったマーベリックの身体に乗り移るも、短時間で巨大な力を行使してきた反動で精神そのものも消耗しきっており、カーサと最後の別れを済ませた後に消滅した。
なお、アニメ版ではどの体（情報屋、夜会メンバー、鎮圧チーム等）でも声優は常に鳥海で固定されていた。アニメ化された範囲では女性や他の兄弟の体に入るシーンがないため、この設定がどこまでおよぶのかは不明。
ダール・ディーン
かつてはアラビアの古い血統「舞姫バサラ」の三世であった1000年近い時を生きる古血。赤銅色の肌を持つ、ケイン以上の巨漢。二振りの曲刀を使う剣術の達人で、聖騎士ペンテウスと並び吸血鬼最強の剣士として知られる。並外れた実力と英知に富み慈愛に満ちた精神から「聖人」「アラビアの賢人」とも呼ばれていた。香港聖戦では赤ん坊だったワインを守るために戦線を離脱しており、それが九龍の血統の敗因の一つとまで言われている。
姉弟の中では最もカーサとの付き合いが長く、以前から不遇な境遇に生きるカーサに何かと目を掛けており、彼が九龍の血統に転化したことにも深く関わっている。九龍の血統に染まった後は、破壊や殺戮に躊躇いを持たない反面、知己の者達と対立する自身の立場に葛藤することもあり、盟友であったペンテウスの娘であるジャネットには複雑な感情を抱いている。
特区インパクトではジロー、ジャネット、ケインを圧倒し、あのゼルマンを相手にして一歩も引かない戦いを繰り広げた。最終決戦でもジローやケインを苦戦させており、一度はザザと共にコタロウの再奪取に成功している。その後は「真銀刀」破壊のためにマーベリックと共に陽動作戦を展開するが、アダムの危機に戦線を離脱するもアダムの死には間に合わず、悔恨の叫びを上げる。最後は特区に上陸してきた古血の戦士団と激戦を繰り広げた末に戦死した。
ナブローシュカ・バラライコフ
通称ナブロ。暗殺者の血統である「老牙ニザリ」の血族において、転化間もない頃から天才と呼ばれた暗殺者。端整な顔立ちだが表情に乏しく、服装もかなり奇抜である。オレンジ色の髪とレイピアの使い手であることから「橙蜂（オレンジ・ビー）」の異名を持つ。転化して100年少々と古血としてはいまだ若いが、高等魔術「霧化（フォグ・ラン）」と自らの気配を消す陰形の術を完全にマスターしており、香港聖戦の折にはダールと戦闘中の隙を突いたとはいえ遥かに格上の古血である聖騎士ペンテウスをも暗殺した。
冷静沈着かつマイペースな性格。自ら天才を名乗るナルシストで、殺しを芸術に例えるなど、独特の価値観に従って生きているが、暇潰しに自分の価値観を弟達に教え込もうとする悪癖があり、口答えしようとした者（主にヤフリー）を容赦なく蹴り飛ばしている。一方で表には出さないものの、他の姉弟と同じく血族のことを第一に考えており、身内に対して甘い一面を見せることもある。
最終決戦では航空機で特区に到着したジローを迎撃し、結界を利用した戦術で追い詰めるが、真銀を溶かし込んだ銀刀と「血」を暴走させたジローの力によって重傷を負わされる。アダムの血を与えられる事で回復の兆しを見せるも、ジローの攻撃からアダムを守るための盾となって致命傷を受け、敗戦後、カーサを戦場から離脱させた後に力尽きた。
ハンス・李（ハンス・リー）
刀を使った居合いの使い手。前髪を長く伸ばした小柄な青年。吸血鬼への転化時期はヤフリーと然程変わらないが、ヤフリーにとっては敵わない実力者。寡黙で生真面目な性格だが、兄達の軽口や悪ふざけを素直に受け止めてしまうなど、真面目すぎるがゆえにどこかずれたところがある。
人種的には中国人とドイツ人のハーフ。冷戦時代の香港で東ドイツ出身の母と中国政府高官の父の間に生まれ、東ドイツで育った。冷戦末期の情勢の中で母と妹を相次いで亡くし、ベルリンの壁崩壊後、西側に入国した際にウォーカーマンと出会い、彼と共に父親の居る香港へ渡った。
最終決戦ではカーサ達の援護を行う形でジローやケインを相手に奮戦し、最後はアダムに迫るジローを足止めするため、捨て身で銀刀の柄を破壊して戦死した。
マーベリック・ベンク
陽気な性格のムードメイカー的存在。茶色の巻き毛と鳶色の瞳をした優男。個性の強い姉弟の間を取り持つ苦労人である。温厚な気性から実戦には向かず、戦いにおいては主にザザの命を受け、工作や汚れ仕事を請け負っている。また、九龍の血統に染まった時点で100年以上の時を生きた吸血鬼であり、「視経侵攻」と侵攻対象の精神支配の技量はかなりのもので、姉弟の中ではザザ、カーサに次ぐ実力の持ち主。
アメリカ出身。元は歴史の中で血統の名を失った「名無し」の血統に属する吸血鬼で、植民地時代にアメリカ大陸に渡った女吸血鬼の手で転化し、彼女と世界中を旅してきた。各地で色々と惨めな扱いをされていたため、故国アメリカに戻ったものの、既に「豪王」の血統が根付いために居づらくなっていた。そうした境遇から九龍の血統に転化する以前より吸血鬼社会の秩序や価値観に対する反発を抱いていた。
実はザザの血族で、本人はその事に薄々感づいていた。最終決戦ではダールと共に陽動作戦を行うが、レジスタンスに発見されたヤフリーとワインを逃がすために限界を超えて血を酷使し続け、ザザに身体を譲り渡した後に死亡した。
ヤフリー・趙（ヤフリー・チャオ）
声 - くまいもとこ
姉弟の実質的な末の弟。目元にタトゥーを入れたパーカー姿の少年。聖戦末期に人間から転化した純血の九龍の血統。転化してからの時が浅く、短気で気が強い性格だが、古血と渡り合えるほどの実力は持たない。若くして転化したため、（本人は否定しているが）姉や兄達への依存心が強いと同時に、彼女達との実力差にコンプレックスを抱いている。姉弟の中ではザザと並んでいじられることが多く、ナブロのスパルタ教育の最大の被害者。監視しているコタロウには終始振り回されっぱなしで、ゲームはボロ負け、「視経侵攻」で作戦を読み取られるなどした挙句、コタロウに脱走されてしまう。
元は九龍城に住んでいたストリートギャングで、大人達からのリンチで死に掛けていたところをリズに助けられた過去がある。最終決戦ではラウやワインと共に「真銀刀」の破壊に赴くが、途中で脱落する。その後はワインと合流するもレジスタンスに発見されてしまう。最後は追っ手からワインを守り抜いた末に彼女をカーサに託して灰になった。
ラウ・王（ラウ・ウォン）
アダムの実の弟（異母兄弟）。姉弟で唯一の「人間」であり結界や真銀も効果がない。顎に傷跡があるダークスーツの男性。剣の達人で、ハンス、マーベリック、ヤフリーの師でもある。庶子ゆえに幼い頃から不遇だった自分を何かと助けてくれたアダムに心酔し、絶対視している。また、人間の身でありながら、始祖となった兄は勿論、姉弟達のことも家族として受け入れる度量の広さがある。性格は豪胆であり、戦いにおいては手段を選ばない冷徹さを持つ。
九龍の血統に転化しなかったのは人間の立場で兄に協力するためで、米軍特殊部隊「赤い牙」の戦術顧問「フォックス」を名乗り、身体をザザに預けて「カンパニー」に潜り込んでいた。特区インパクトにおける姉弟達の襲撃に合わせ、九龍王の墓所にて陣内を射殺し「真銀刀」を奪取、特区の結界を破壊する。
最終決戦では、「龍脈」の要に撃ち込まれた「真銀刀」を回収するために再び墓所に侵入するが、待ち伏せていたリンスケに致命傷を負わされる。最後は身に付けていた手榴弾のピンを抜いて「真銀刀」もろとも自爆し、姉弟最初の戦死者となる。
ワイン・王（ワイン・ウォン）
姉弟における一番末の妹。アダムの実の娘であるダンピール。幼い容姿と優しい心の持ち主で、すべての兄や姉から愛されている。本心は戦いや争いを望んでおらず、愛する兄や姉の無事を祈っている。一方で頑固な部分があり、一度決めたことは必ずやり遂げようとする。気配を消す魔術や化身など、カーサから教わった幾つかの魔術を使うことができる。特区インパクトの半年前、単身特区に潜入して九龍王の遺灰の在処を突き止める。その際、ミミコ、コタロウと出会っており、ミミコには心を開いたがコタロウとは全く打ち解けなかった。
アダムがまだ人間だった頃、リズとの間にできた子供であり、「導主」の血統であるが、「九龍の血統」の血は受け継いでいない。ミミコを九龍の血統に転化するためにシンガポールに向かうカーサ達に強引に付いて行った際に、自分が九龍の血統の血を継いでいないことを知り、自らの出生に思い悩む。実はカーサの「曾孫」になるが、カーサは「お姉ちゃん」と呼んで欲しかったので出生の秘密を黙っていた。
最終決戦ではラウやヤフリーと共に「真銀刀」の破壊作戦に参加し、変化の術でレジスタンス達を惑わしながらラウを墓所まで守り通した。敗戦後、父や兄達の死に絶望し、カーサと共に心中するつもりだったが、カーサとの別れ際に九龍の血統が戦う理由を諭され、またミミコから「導主の血族が生きていける場所を作る」という約束を受け、血を絶やさない為に一人生きていく道を受け入れる。その後はカーサの形見である「血」を持って、いずこかに姿を消した。
リズ・スネーク
アダムの妻でワインの母親である女吸血鬼。故人。「混血」であるカーサの「血」で転化した吸血鬼の「娘」で、カーサにとっては真の意味での「血族」となる。自分の血統を知らないまま世界中を放浪し、マーベリックと同じく色々と惨めな目に遭ってきた。訪れた香港の地も安住の地になり得ないと判ると、高名な風水師の血を吸ってから香港を旅立とうと考えてアダムと出会い、深く愛し合うようになる。その後、アダムを探しにきたカーサと出会って2人を結ぶ架け橋となり、九龍の血統が産まれる最大の要因となる。香港聖戦の最中にワインを産み落としたのと引き換えに命を落とす。

### 始祖
アリス・イヴ
望月コタロウを参照。
ウォーカーマン
ザザを参照。
アダム・王（アダム・ウォン）
「九龍の血統」の始祖で、1997年に九龍で転化した最も新しい始祖。「九龍王」「導主アダム」とも呼ばれる。九龍姉弟にとっての「父」。香港聖戦においてジローに討たれ死亡し、その遺灰が特区の第十一地区に封印されていた。特区インパクトの末、九姉弟によって遺灰の封印をとかれ、ワインの血で復活を果たす。
竜王に仕える華僑、王（ウォン）家の嫡男として生まれる。先天的なアルビノで、生まれつき身体の色素が薄い。病弱だがアリスと同じく「脈動」を感じ取る能力を持ち風水師としては天才的な力量を発揮していた。リズとカーサと出会ったことでカーサの鬱積した想いを共有し、始祖へ転化した。
他の血統や人間たちからは魔王の如く恐れられ、忌避されているが、本人は至って穏やかな性格の持ち主。しかし、自身の血統の生存権が脅かされたり、「変革」を阻もうとする者には全力で戦いを挑む苛烈な性質も併せ持っている。吸血や「血」を飲ませるだけでなく、自分の波動を放つことで潜在的に「変革」を望む気質がある者を強制的に九龍の血統に転化させるという他の血統には無い力を持ち、この力で九龍塞城内の人間を瞬時に転化させている。更に素質を持たない他の血統の吸血鬼を瞬時に灰にする恐るべき効果もあり、現在の所、真銀でしか効果が防げていない。
混沌
「真祖混沌」の血統の始祖。史上もっとも偉大な吸血鬼とされる。その肉体は遥か昔に「真銀刀」によって消滅しており、現在は8人の直系を器とした精神のみの存在となっている。肉体を失って尚、その力は絶大であり、真祖混沌の直系が行う転生には混沌の力が深く係わっている。崑崙と呼ばれる地におり、賢者の血を暴走させたジローの元へ西の虎仙を遣わせた。
ギルバート・フォワード
「豪王フォワード」の血統の始祖。外見年齢は10代後半。銀髪にアイスブルーの瞳をしたハンサムな青年。現在、人間側に生存が確認されている唯一の始祖で、新興国アメリカの夜を支配している。「赤い牙」創設にも深く関わっており、彼等を特区に送り込んだのは特区内に自身の勢力を築くことが目的だったようである。血族の勢いは随一だが、本人は転化してからの年月が浅いためか吸血鬼の価値観に馴染めていない部分が多く、非常識な力に振り回されることもしばしば。
1929年にアメリカの大富豪フォワード家の跡継ぎとして生を受け、1945年ごろにロンギヌスの槍によって始祖へと転化した。もともとロンギヌスの槍での転化を目論んでいたのは、ザザと共謀していた彼の父ジョナサン・フォワードだったが、ジョナサンが転化の儀式に失敗して死んだため、父の遺志を継ぎ槍を破壊しに来た「流離い人ヨシュア」に依頼して自ら始祖となる道を選んだ。その後はヨシュアの協力の下で血族社会を広げていった。
ビジネスライクでやや気障なところがあるが、血族に対する情は深い性格。特区インパクト後、九龍の血統の手にかかった「赤い牙」隊員達の敵討ちを望み、特区から脱出したミミコに求婚という形でアプローチを取った。求婚の申し出を断られた後もミミコやカンパニーの理念を認め、ジャネットと共に彼女らへの援助を行っている。

### 古血
ジャネット・ハーゲンダルフ
「壮剣ローラン」の血統に属する、300年近く生きた古血。「正義」を信奉する血統のままに実直で、正義感の強い女性。10代半ばの幼い外見であり、髪を結い上げて額を出している。闇の父ペンテウスから受け継いだ十字剣を使う剣士。ペンテウスの命で年若い始祖「豪王フォワード」の補佐を務めると同時に「赤い牙」の隊長として異なる血統の隊員たちを纏め、鍛えている。
かつて転化して間もない頃、ペンテウスの盟友であるダールと彼が時折連れてきたカーサ、その従者であるケインとは交流があり、ケインには淡い思慕を抱いているそぶりを見せる。ペンテウスがナブロに殺された経緯から、九龍の血統へと転化したダールを裏切り者として恨み、復讐の機会を窺っている。
特区インパクト後はシンガポールに留まり、豪王フォワードと共にカンパニーに協力している。香港での事件の後にジローの特区行きに同行する羽目になるが、猪突猛進こそ「壮剣」の常と開き直って決戦に備える。ダールに対しては前述の通り復讐心を持っていたが、ナブロからダールが暗殺に関与していない事実を知らされ、またケインの混血化による心境の変化もあり、最終的には彼と正面から向き合う覚悟を固めた。
ペンテウス・ハーゲンダルフ
「壮剣ローラン」の血統に属する古血。15、6歳ほどの少年の外見で、甲冑とマントを身につけている。吸血鬼の間では「聖騎士」と呼ばれ、ダールと並ぶ剣士として有名。ジャネットの闇の父であると同時に、血縁としての先祖にも当る。ヨシュアとは浅からぬ交流があり、その縁からジャネットが豪王フォワードの補佐を務めることになった。根っからの正義漢で、血統による偏見を持たない人格者であるが、それゆえにカーサの抑圧された鬱屈を見抜き、彼女の将来について危惧していた。香港聖戦の折、九龍の血統に転化したダールとの一騎討ちの最中にナブロの手によって暗殺されるが、その暗殺が誰の依頼によるものだったのかは不明。
ウォーロック家の三姉妹
魔女モーガンの血族の長を務める3人の直系。姉妹の中で最も政治手腕に長けた長女アンヌ、風船の様に太った感情の動きが少ない次女マーハ、姉妹の中で最も幼く最も魔力が強い三女ネヴァの3人。始祖モーガンの直系であると同時に、彼女と直接血の繋がりを持つ実の娘でもある。3人の内の2人は常に眠りにつき、100年周期で交代して血族の指揮を執っている。カーサを混血児として転化させたのはネヴァ。
ルイ・マルファン
「狼王ガルー」の血族の長を務める、1000年を超える時を生きる古血。30歳前後の外見の美男子。竜飼の血族を束ねるゲオルグとは欧州系血統の中では双璧をなす大吸血鬼として知られる。2人は盟友の間柄でありつつも対立することが多く、第一次世界大戦の時も人間との係わり合いに関する方針で対立していた。ゲオルグが暗殺されてからは人間との係わり合いを避けていたが、20世紀後半から人間の情報や技術を積極的に取り入れるようになり、その結果、「狼王」の血統は欧州でも有数の有力血統となった。長の立場を抜きにすれば人間に対してはかなり友好的で、百年戦争の時にジャンヌ・ダルクの元に馳せ参じた経験がある。
七布施キリマ（ななふせ キリマ）
「老牙ニザリ」の血統に属する吸血鬼。元は将軍家所縁の忍者（御庭番）だった日本人で、転化して100年少々の古血。Yシャツとスラックスに日本刀を携え、煙草を加えた掴みどころの無い青年。実年齢や吸血鬼に転化した時期などがジローと同じであるが、使う剣術はジローとは異なる流派のもので、実力はジローと拮抗する。転化して間もない頃にジローと出会い、境遇の近さからお互いに親近感を持ち仲良くなるが、ある事件を境に現在は徹底的に毛嫌いされている。ジローとは幾度も剣を交えており、カーサとは別の意味で因縁が深い。血族の中では変わり者で、実力はあるものの任務に対する意欲が低く、暗殺の成功率はさほど高くない。
エリーゼ・フォルクマイセル
「月匠ゴーバン」の血統に属する、400年近い時を生きる古血。アリスと親交があり、ジローとも面識がある。血族の中でも特に秀でた細工の技術を持っていたが、月匠の血族に代々仕える人間の一族の造園師カール・マイヤーと恋におち、彼の死期に立ち会うために血族の掟を侵して故国を去り特区へと赴いたため、血族の長から裏切り者として「老牙ニザリ」の暗殺者を差し向けられる。
ヨシュア・ダーニー
「典司ソロモン」の血統に属する古血。ソロモンの血統の中では珍しく、単独で世界を旅することから「流離い人ヨシュア」と呼ばれる。血族の中でも特に優秀な力の持ち主であったが、それゆえに好奇心から始祖ソロモンの禁術「ロンギヌスの槍」を復活させてしまい、その罰として血族を追放された。世界中を流離っているのは、血族に戻ることができないためである。
後に奪われたロンギヌスの槍を破壊するため、槍の行方を追ってアメリカに渡りフォワード家に辿り着くが、ギルバート・フォワードの依頼を受けて彼を始祖へと転化させ、自身は彼の後見人となった。

#### 真祖混沌の血統
北の黒姫
始祖「真祖混沌」の直系にして龍王セイの（血統としての）姉。外見は美しくも幼い少女だが、現存する最も古い吸血鬼の一人。シベリア奥地の「北の聖域」に篭り、その地を守護している。長い年月を聖域の中で過ごすなかで精神を周囲の自然と同化させており、言葉を話すこともないが、感情が無い訳ではない。アリスとは旧友であり、香港聖戦の終結直後、傷だらけでこの地を頼ったジローを受け入れ、10年に渡って彼とコタロウを匿い続けた。
特区インパクト後、混血化の術を求めるケインの嘆願を受け、彼の覚悟や「賢者イヴ」の危機的状況を汲んで、禁術に手を貸す事を承知の上で自らの血を提供した。
クロウ
声 - 高瀬右光
1000年に近い時を生きる古血。北の黒姫によって転化した「真祖混沌」の三世で、黒姫と共に聖域を守護している。一見粗野で軽薄に見えるが仕草や物腰に気品がある、外見年齢不詳の日本人。剣術の達人で、長い時を生きた吸血鬼としてジローの師となり、聖域に暮らす間彼を鍛えた。アリスやカーサとも面識がある。
転化前は国中にその名を知られた戦の名将だったと語っており、アニメDVD一巻のオーディオコメンタリーでは原作者・あざの耕平が実在の人物をモデルにしていると発言している。
西の虎仙
「真祖混沌」の直系である古血で、4人の直系の中では最も格上の存在。40代半ばの中年の外見で、性格は飄々とした老人の様。真祖混沌の命を受け、暴走する賢者の血を抑えるためにジローに協力する。
南の朱姫（みなみのあけひめ）
始祖「真祖混沌」の直系。長い黒髪と褐色の肌を持つ、20代前半の外見をした妖艶な女性。術の技法は拙いが、純粋な力の活用においては「真祖」の血統の中でも随一とされ、その力は焼け野原を瞬く間に密林に戻すほど強大である。普段はベトナムの密林の奥地に暮らしている。吸血鬼としては珍しく、数千年も生きても子供のような純粋な情感を持っており、自然と戯れる自由な日々を送っていたが、庇護下にあった人間の部族がベトナム戦争でほぼ全滅して以来世界の出来事に目を向けるようになり、現在は「狼王ガルー」の血族と交流がある模様。シンガポールにいるミミコの元にケリーと共に訪問するが、始祖であるアダムとの戦いには協力を拒否する。その後、ミミコが特区へ帰還することを決意すると、縮地の法を用いて5300キロもの距離を瞬時に繋いでミミコを送り出した。

### 兄弟上陸の登場人物
文庫本第1巻『兄弟上陸』に登場する、吸血鬼の難民たち。
ケリー・黄（ケリー・ウォン）
声 - 小菅真美
「断絶血統」の吸血鬼。「九龍ショック」に伴い巻き起こった吸血鬼狩りによって故郷を追われ、同じ境遇の者達を率いて「特区」への密航を図る。その際、望月兄弟が同じ船で密航を図っていたことから兄弟やミミコと深くかかわることに。難民の中で唯一生き残って特区入りを果たし、九龍の血統の情報提供者としてカンパニーに協力した後、特区を後にする。特区を離れた後は傭兵として各地を放浪し、見聞の広さを買われて南の朱姫の客分となる。彼女のシンガポール行きにも同行し、ミミコと再会した。
ジョアン・曾（ジョアン・ツァン）
声 - 津久井教生
ケリーの率いる難民に紛れ込んでいた九龍の血統の男。ケリーらと出会う以前から吸血鬼に特区への密航を手配するブローカーのようなことをしており、ケリーらに特区行きを提案したのもジョアン。ケリー以外の全員を同族にして特区入りを図るが失敗。特区を目の前にしながらジローの刀に貫かれ死亡する。その背後にはザザの策謀があり、ジョアンの特区入りを巡る騒動に乗じて姉弟を特区に招き入れるために利用されていた。
チャン
声 - 辻あゆみ
ケリーが率いる難民吸血鬼の一人。幼い少女。人間であった頃死病に侵されていたが、娘の生を望む両親がケリーに請い、ケリーによって転化させられる。以降は彼女と行動を共にし姉のように慕っていたが、ジョアンによって九龍の血統にされ、最期は黄の手で短い生涯を終える。

### 倫敦舞曲の登場人物
文庫本第4巻『倫敦舞曲』に登場する、ジローがまだ人間だった頃に係わりを持った人物。
秋山真之（あきやまさねゆき）
声 - 子安武人
実在の人物。作中では大日本帝国海軍少尉でジローの海軍兵学校時代からの先輩。駐在武官として赴いたロンドンでジローと再会し、ともに「切り裂きジャック」事件の真相を独自に追う。ジローを高く評価すると共に彼の性質が「護衛者」であることも見抜いており、自分の背中を任せようとしていた。ジローがアリスとの出会いによって岐路に立たされた際、彼の心情を察してアリスの元に行くよう発破をかけ、ジローが吸血鬼となった後はジローが失踪したと上官に報告している。
望月誠一郎
元薩摩藩士であるジローの祖父。明治維新で活躍し新政府の要職に就くことも可能な人物だったが、自由奔放な性格で、明治政府設立後はあっさりと職を辞し気ままに海外を旅していた。一人娘を嫁に出し、安心して暮らしていたのだが、嫁ぎ先は彼の政府での権力を期待しての縁談であり、彼が権力を手放したために冷遇されジローを生んで程なく亡くなってしまう。人を見抜けなかった自らの不明を恥じ、娘の死後は孫のジローを引き取り奥秩父で二人で暮らしていた。頑固で偏屈な老人であったが、ジローの教育だけは徹底しており、ジローの剣術や礼儀正しい言葉遣い、語学などは彼の教育によるもの。ジローが十六歳の時に病死した。
ブラム・ロイド
1895年に再発した「切り裂きジャック」事件を捜査するロンドン警視庁の刑事。ウォーロック家と深い繋がりのある秘密結社「闇内閣」の一員。1888年に起きた切り裂きジャック事件の担当者でもあり、当時は「ブラム・ザ・ストーカー（追跡者ブラム）」と言うコードネームでジャックを追っていた。後に小説家になり、吸血鬼を題材にした小説を発表し世界的に有名になった。
ジャック・ラウド
1888年のロンドンで切り裂きジャックとして連続殺人を犯した吸血鬼。彼の所業により、彼の属する「術聖マーリン」の血統は衰退し、最終的にはウォーロック家の手によってほぼ壊滅状態に陥った。そう言った経緯からウォーロック家に対し憎悪を抱いている。7年後に再び現れて凶行を繰り返すが、最期はカーサに倒される。作中では精神のバランスを著しく欠いた狂人のように描かれているが、死に掛けていたレイチェルを転化させた際に「家族」の証としてブローチを渡しており、本来は血族の絆を大切にする温厚な人物だったと思われる。
レイチェル・ハーカー
ジャック・ラウドによって転化した吸血鬼。転化する前はストリートチルドレンだった幼い少女。「術聖マーリン」の血統に属するため、再び起きた切り裂きジャック事件の容疑者としてウォーロック家に追われており、アリスに保護される。実際はアリスを利用しようとするジャックの指示を受けて動いていたが、レイチェル自身はアリスを騙すことに罪悪感を抱いていた。容疑が晴れないままアリスと行動を共にしていたため、最期はウォーロック家の吸血鬼に殺害される。その際、アリスに吸血された。

### その他の登場人物
サマンサ・ロイド
シンガポールの「十字軍」の幹部である老婦人。吸血鬼に関する学術的研究の第一人者であり、シンガポール協定の大半は彼女の手によるもの。吸血鬼に係わる業界では神父と並ぶ有名人。100年前、ロンドン警視庁に勤めていた警部ブラム・ロイドの孫であり、その関係から闇内閣との繋がりを持つ。
藍本ナナ
結界で閉じられた特区で九龍の血統に襲われていた所をサユカに助けられた少女。助けたお礼としてサユカに吸血されるが、その際、サユカがゼルマンになりきって吸血したため、以後はサユカを慕って行動を共にする。サユカのファッションがレジスタンスの女性達の間で流行すると、赤いニット帽とジャージを身に付けるようになった。決戦ではサユカ達に同行しようとするが、吸血鬼同士の戦いでは足手まといにしかならないことを悟って、レジスタンスの本部で待機する。「セカンド・カンパニー」が設立すると見習い調停員として働き始めるが、一人立ちが出来るようになったら特区から旅立って行ったサユカを追いかけるつもりで、鎮圧チームから吸血鬼の追跡法を学んでいる。ちなみに、バウワウ卿が入っていた木箱には「ナナ」という少女に宛てた手紙が添付されていたが、彼女との関係は不明である。

## 既刊一覧

### 本編
- あざの耕平（著）・草河遊也（イラスト）、富士見書房〈富士見ファンタジア文庫〉、全11巻
  - 『BLACK BLOOD BROTHERS -ブラック・ブラッド・ブラザーズ 兄弟上陸-』、2004年7月25日初版発行（7月17日発売[5]）、ISBN 4-8291-1629-3
  - 『BLACK BLOOD BROTHERS2 -ブラック・ブラッド・ブラザーズ 特区鳴動-』、2004年12月25日初版発行（12月18日発売[6]）、ISBN 4-8291-1671-4
  - 『BLACK BLOOD BROTHERS3 -ブラック・ブラッド・ブラザーズ 特区震撼-』、2005年3月25日初版発行（3月19日発売[7]）、ISBN 4-8291-1692-7
  - 『BLACK BLOOD BROTHERS4 -ブラック・ブラッド・ブラザーズ 倫敦舞曲-』、2005年11月25日初版発行（11月19日発売[8]）、ISBN 4-8291-1775-3
  - 『BLACK BLOOD BROTHERS5 -ブラック・ブラッド・ブラザーズ 風雲急告-』、2006年2月25日初版発行（2月18日発売[9]）、ISBN 4-8291-1795-8
  - 『BLACK BLOOD BROTHERS6 -ブラック・ブラッド・ブラザーズ 九牙集結-』、2006年9月25日初版発行（9月20日発売[10]）、ISBN 4-8291-1860-1
  - 『BLACK BLOOD BROTHERS7 -ブラック・ブラッド・ブラザーズ 王牙再臨-』、2007年4月25日初版発行（4月20日発売[11]）、ISBN 978-4-8291-1921-1
  - 『BLACK BLOOD BROTHERS8 -ブラック・ブラッド・ブラザーズ 宣戦恋歌-』、2007年10月25日初版発行（10月20日発売[12]）、ISBN 978-4-8291-1968-6
  - 『BLACK BLOOD BROTHERS9 -ブラック・ブラッド・ブラザーズ 黒蛇接近-』、2008年6月25日初版発行（6月20日発売[13]）、ISBN 978-4-8291-3299-9
  - 『BLACK BLOOD BROTHERS10 -ブラック・ブラッド・ブラザーズ 銀刀出陣-』、2009年4月25日初版発行（4月18日発売[14]）、ISBN 978-4-8291-3389-7
  - 『BLACK BLOOD BROTHERS11 -ブラック・ブラッド・ブラザーズ 賢者転生-』、2009年5月25日初版発行（5月20日発売[15]）、ISBN 978-4-8291-3403-0

### 短編
- あざの耕平（著）・草河遊也（イラスト） 『BLACK BLOOD BROTHERS S -ブラック・ブラッド・ブラザーズ短編集-』 富士見書房〈富士見ファンタジア文庫〉、全6巻
  1. 2005年7月25日初版発行（7月20日発売[16]）、ISBN 4-8291-1734-6
  2. 2006年6月25日初版発行（6月20日発売[17]）、ISBN 4-8291-1833-4
  3. 2006年12月25日初版発行（12月20日発売[18]）、ISBN 4-8291-1881-4
  4. 2007年7月25日初版発行（7月20日発売[19]）、ISBN 978-4-8291-1943-3
  5. 2008年2月25日初版発行（2月20日発売[20]）、ISBN 978-4-8291-3254-8
  6. 2008年10月25日初版発行（10月18日発売[21]）、ISBN 978-4-8291-3342-2

### その他（関連書籍）
- あざの耕平（著）・草河遊也（イラスト） 『BLACK BLOOD BROTHERS　-ブラック・ブラッド・ブラザーズ ビギニングバイブル-』、 富士見書房〈月刊ドラゴンマガジン 2006年6月号付録〉 - 作品のプロトタイプが掲載されている
- あざの耕平（原作）・ドラゴンマガジン編集部（編） 『BLACK BLOOD BROTHERS MANUAL -Bang-up Background Book-』 富士見書房〈ドラゴンマガジンコレクションSP〉、2007年1月31日初版発行（1月30日発売[22]）、ISBN 978-4-8291-7628-3
- あざの耕平（原作）・フジノ明亜＋米倉サトル・ねこたま。・ 蓮見桃衣（作画） 『「BBB」公式コミックアンソロジー BLACK BLOOD BROTHERS ver.C』 富士見書房〈角川コミックス ドラゴンJr.〉、2007年2月1日初版発行（1月30日発売[23]）、ISBN 978-4-04-712479-0

フジノ明亜・米倉サトル - 月刊ドラゴンエイジにて2006年10月号から12月号にかけて短期集中連載
ねこたま。 - 描き下ろし「くまと少女とバイオリン～コタロウのある一日～」
蓮見桃衣 - 描き下ろし「TONIGHT SALARY」

## テレビアニメ
2006年にテレビアニメが放送された。

### スタッフ
- 原作 - あざの耕平[3]
- キャラクター原案 - 草河遊也[3]
- 監督 - 吉川博明[3]
- シリーズ構成・脚本 - 杉谷祐[3]
- キャラクターデザイン - 菅野利之[3]
- 総作画監督 - 菅野利之[3]、倉田綾子[3]
- 衣装デザイン - 湯川純[3]
- メカ・小物デザイン - 板岡錦[3]
- 美術監督 - 吉川洋史[3]
- 色彩設定 - 渡辺亜紀[3]
- 撮影監督 - 田沢二郎[3]
- 編集 - 古川雅士[3]
- 音楽 - 佐橋俊彦[3]
- 音響監督 - 亀山俊樹[3]
- アニメーションプロデューサー - 桜井宏
- プロデューサー - 川村仁[3]、山下いづみ[3]、細川修[3]、小岐須泰世[3]、大橋豊[3]
- アニメーション制作 - スタジオ・ライブ[3]、グループ・タック[3]
- 製作 - BBB Partners[3]（東芝エンタテインメント[24]、ポニーキャニオン[24]、博報堂DYメディアパートナーズ[24]）

### 主題歌
オープニングテーマ「明日の記憶」
作詞 - 高橋直純 / 作曲・編曲 - 新井理生 / 歌 - 高橋直純
エンディングテーマ「蜃気楼」
作詞・作曲 - Jisun（チソン） / 編曲・歌 - LOVEHOLIC

### 各話リスト
| 話数 | サブタイトル                                           | 絵コンテ          | 演出             | 作画監督                                         |
| ---- | ------------------------------------------------------ | ----------------- | ---------------- | ------------------------------------------------ |
| 1    | 黒き血の兄弟                                           | 吉川博明          | 吉川博明         | 菅野利之                                         |
| 2    | 調停員                                                 | 竹下健一          | 高山蒔 竹下健一  | 倉田綾子                                         |
| 3    | 九龍の血統                                             | 倉田綾子          | 石川敏浩         | 高橋美香                                         |
| 4    | 古血                                                   | 吉川博明          | 平井義通         | 松岡秀明                                         |
| 5    | 経済特別解放区                                         | 小枝マリ          | 石川敏浩         | 福士真由美、渡辺敦子                             |
| 6    | 夜会                                                   | 藤沢俊幸          | 芦田豊雄         | 小泉初栄                                         |
| 7    | 銀刀                                                   | 山田勝            | 平井義通         | 高橋美香、菅野利之 倉田綾子、福士真由美 渡辺敦子 |
| 8    | 護衛者                                                 | 大畑晃一          | まつもとよしひさ | 杉本光司                                         |
| 9    | 第十一地区                                             | 大畑晃一          | 石川敏浩         | 林祐一郎                                         |
| 10   | オーダー・コフィン・カンパニー                         | 吉川博明          | 千葉大輔         | 小泉初栄                                         |
| 11   | 海                                                     | 大畑晃一          | 浅見松雄         | 杉本光司、山崎輝彦 倉田綾子、福士真由美          |
| 12   | 我が血統の永遠なる鼓動がためこの血の総てを捧げんことを | 芦田豊雄 大畑晃一 | 吉川博明 高山蒔  | 菅野利之、小泉初栄 倉田綾子                      |

### 放送局
| 対象地域   | 放送局             | 放送期間                       | 放送日時           | 放送系列   | 備考                 |
| ---------- | ------------------ | ------------------------------ | ------------------ | ---------- | -------------------- |
| 東京都     | TOKYO MX           | 2006年9月8日 - 11月24日        | 金曜 23:30 - 24:00 | 独立UHF局  |                      |
| 日本全域   | キッズステーション | 2006年9月8日 - 11月24日        | 金曜 24:30 - 25:00 | CS放送     | リピート放送あり     |
| 日本全域   | BIGLOBE            | 2006年9月12日 - 11月28日       | 火曜 15:00 更新    | ネット配信 |                      |
| 神奈川県   | tvk                | 2006年10月2日 - 12月18日       | 月曜 23:00 - 23:30 | 独立UHF局  |                      |
| 近畿広域圏 | 毎日放送           | 2006年10月21日 - 2007年1月20日 | 土曜 26:55 - 27:25 | TBS系列    | アニメシャワー 第3部 |

### DVD
| 巻 | 発売日        | 規格品番   |
| -- | ------------- | ---------- |
| 1  | 2006年12月6日 | PCBE-52430 |
| 2  | 2007年1月10日 | PCBE-52431 |
| 3  | 2007年2月7日  | PCBE-52432 |
| 4  | 2007年3月7日  | PCBE-52433 |
| 5  | 2007年4月4日  | PCBE-52434 |
| 6  | 2007年5月2日  | PCBE-52435 |

## ラジオ
TVアニメ公式サイトにて『こちらオーダー・コフィン・カンパニー』のタイトルで2006年5月から同年12月まで配信された。パーソナリティは高橋美佳子と植田佳奈が務める。

### ゲスト
- #07・08 - 永田亮子（葛城ミミコ 役）
- #10 - 12・26 - 神谷浩史（望月ジロー 役）
- #14・15 - 南央美（望月コタロウ 役）
- #16 - 19・25 - あざの耕平（著者）

### ラジオCD
- BLACK BLOOD BROTHERS インターネットラジオ 高橋美佳子と植田佳奈のこちらオーダー・コフィン・カンパニートークCD!!+AN’S ALL STARS THEME SONG（2006年12月20日発売）

### 備考
こちらオーダー・コフィン・カンパニー・オーディオコメンタリー出張版
アニメ『BLACK BLOOD BROTHERS』DVD音声特典。ゲストとして原作者・あざの耕平が世界観や人物像など設定の解説を行い、ほかにも安元洋貴や永田亮子ら出演者が登場することもある。ちなみに、アニメ版には高橋演じる楠ヒバリは登場するが、植田演じるスワン･鐘は未登場。

## CD
サウンドトラック
- BLACK BLOOD BROTHERS TVAnimation Sound Track TV（2006年11月22日発売）

ドラマCD
- Welcome to the HIGH SCHOOL BBB world！（2006年応募者全員サービス）
- BLACK BLOOD BROTHERS ドラマCD Vol.1（2007年1月24日発売）
- BLACK BLOOD BROTHERS ドラマCD Vol.2（2007年2月21日発売）

ラジオCD
#ラジオCDの節を参照。